# 2018 у театрі

## Події

### Театральні починання
- 20 січня — Випускна вистава «Cripples of Inishmaan» ProEnglish Drama School із запрошеними професійними акторами, стала днем народження незалежного професійного англомовного театру України «ProEnglish Theatre» (художній керівник — Алекс Боровенський)[1]
- 7 березня — Виконавчий орган Київської міської ради розпорядженням N 380 Про внесення змін до деяких установчих документів театрально-видовищних закладів культури комунальної власності територіальної громади міста Києва зробив зміни до Положення про театрально-видовищний заклад культури «Київський експериментальний театр „Золоті ворота“». Затверджена нова назва — театрально-видовищний заклад культури «Київський академічний театр „Золоті ворота“»[2]
- 26 травня — Створення незалежного мистецького проєкту — театр «Соломія» (м. Коломия, Івано-Франківська область), керівник — Мар'яна Кодіна-Іванович[3]
- 17 грудня — Дніпровському академічному українському музично-драматичному театру імені Т. Шевченка указом Президента надано статусу національного[4]
- Київський національний академічний театр оперети відкрив два нові майданчики, таким чичном отримавши п'ять сцен власного театру. Експериментальний майданчик Stage_lab відкрилася 16 червня прем'єрою вистави «Акомпаніатор» Марселя Мітуа у постановці Олександра Білозуба.[5] Прем'єрою «Москалиці» за мотивами однойменного твору Марії Матіос у постановці Влади Бєлозоренко, 25 жовтня відкрився сценічний простіру «Сцена 77», який розташовано майже під дахом історичної будівлі по вулиці Великій Васильківській.[6]
- Започатковані нові театральні фестивалі. У Сєвєродонецьку — фестиваль театрального мистецтва «СвітОгляд»[7], театральний фестиваль-премія «GRA»[8]

### Театр і маркетинг
В сезон 2018/2019 Український малий драматичний театр, Театр «Актор» та Театр на Подолі увійшли зі змінами власної айдентики. Театри повністю, або частково провели ребрендинг.
В листопаді 2018-го на сайті Студії Артемія Лебедева було опубліковано проєкт ребрендингу Національної опери України без зазначеного замовника проєкту.

### Театр, ЗМІ та блогосфера
- Телевізійна програма «#NeoСцена» з ведучим Олегом Вергелісом почала виходити щочетверга з квітня 2018 року в ефірі каналу Суспільного «UA:Культура».[12] Гостями першого сезону стали:

1. Стас Жирков
2. Ярослава Кравченко
3. Тамара Трунова
4. В'ячеслав Довженко
5. Олександр Форманчук
6. Раду Поклітару
7. Наталія Сумська
8. Євген Нищук
9. Роман Ясіновський
10. Віталій Малахов
11. Ірма Вітовська
12. Дмитро Богомазов

- Facebook-спільнота «Театральна риболовля» розпочала свою роботу 13 лютого 2018[13], а з 4 грудня запрацював одноіменний інтернет-портал[14]. Перший допис в Telegram-каналі «Театр Мало Букв» датований 8 серпня 2018 року.[15][16] Текст «Театральні блогери. Що вони собі думають?» із спробою розібратися у феномені театрального блогерства вийшов в травневому числі «Дзеркала тижня» — огляд складався із окремих думок українських театральних блогерів Анжели Величко, Костянтина Бєлоуса, Богдана Панкрухіна та Сергія Винниченко.[17]

### Театральні ювілеї
- Ювілеї вистав відмітили:
  - 13 травня — 20 років виставі «Синій автомобіль» Ярослава Стельмаха, реж. Ігор Славинський (Київський академічний Молодий театр)[18][19]
  - 28 травня — 30-літній ювілей Київського академічного театру «Колесо» відзначили виставою «Шантрапа», яку за 25 років трупа показала вже майже 400 разів[20]
  - липень — 30 років виставі «Любити, палати та бути таким, як раніше…» за мотивами поезії П'єра Жана Беранже, реж. Валерій Непомілов (Київський академічний театр «Колесо»)[21]
  - вересень —
    - 15 років історичному анекдоту «Корсиканка» за п'єсою Іржі Губача, реж. Олексій Лісовець (Київський академічний театр драми і комедії на лівому березі Дніпра)
    - 10 років комедії та драмі любові «Дни пролетают со свистом» за п'єсою «Старая зайчиха» Миколи Коляди, реж. Ксенія Холоднякова (Київський академічний театр драми і комедії на лівому березі Дніпра)
    - 5 років виставі «Две дамочки в сторону севера» за п'єсою П'єра Нотта, реж. Тамара Трунова (Київський академічний театр драми і комедії на лівому березі Дніпра)
    - 5 років виставі «Ідеальна пара» за п'єсою Марка Камолетті, реж. Володимир Цивінський (Київський академічний театр драми і комедії на лівому березі Дніпра)
- Пройшло прощання зі знятими виставами:
  - 25 квітня — «Квітка Будяк» Наталки Ворожбит за мотивами п'єси «Маклена Ґраса» Миколи Куліша, реж. Станіслав Мойсеєв (Національний академічний драматичний театр імені Івана Франка)[22]
- Ювілеї відмітили театри:
  - 30 років — 8 вересня у Львові, після завершення вистави «Марко Проклятий або Східна легенда» за Василем Стусом, режисер Володимир Кучинський згадував епізоди становлення Львівського театру імені Леся Курбаса[23]
  - 50 років — 25 березня прем'єрою вистави «Камінний хрест. Повернення» Ігоря Юзюка відзначили ювілей Народному театру «Легенда» палацу культури «Юність» (м. Калуш)[24]
  - 100 років — 29 вересня у Дніпрі відзначив свій сторічний ювілей перший державний драматичний театр України — Дніпровський академічний український музично-драматичний театр імені Тараса Шевченка[25]

### Театральні гастролі
- З 15 по 24 листопада в Києві гастролі московського Театр.doc[ru].[26]

### Театральні скандали
- Скандально та із залученням громадськості пройшли вибори ректора Національної музичної академії України[27][28]

### Театр і спорт
- У лютому відбувся благодійний зимовий турнір з міні-футболу серед театрів Києва та Київської області «Кубок театральної ліги» (спорткомплекс «Меридіан»). В змаганнях взяли участь команди Національного драматичного театру ім. І. Франка, Національного театру російської драми ім. Л. Українки та Київського обласного музично-драматичного театру ім. П. Саксаганського (м. Біла Церква). За кількістю набраних очок перемогла команда з Білої Церкви[29]
- 29 жовтня відбувся футбольний матч між Отчим домом та Театром на Подолі (серед гравців — Олександр Фоменко, Дмитро Грицай, Макс Максимюк, Іван Завгородній, Ігор Ніколаєв, Костянтин Темляк, Юрій Феліпенко). Гра закінчилась із рахунком 6:6. Пенальті 6:5 на користь «Отчий Дім»

## Опубліковані п'єси
- Володимир Петранюк. Мазепа, Шевченко, Бандера — духовний тризуб українця (п'єси для театру). — Київ : Видавництво Сергія Пантюка, 2018. — 184 с. — 300 прим. — ISBN 978-617-564-047-9.:
  - «Думка на два серця. Мазепа і Мотря» (історична драма на дві дії)
  - «Полусмак останнього кохання» (історія любові Т. Шевченка на одну дію)
  - «Чорна рілля» (Любов і смерть Степана Бандери)
  - «Вій. містерія у двох діях» (за мотивами творів Миколи Гоголя та Марка Кропивницького)
- Сучасна польська драматургія для дітей і молоді. Еліксир старості. — Київ : Неопалима купина, 2018. — 188 с. — ISBN 978-966-2000-19-5. (переклад Юрія Попсуєнка):
  - Пйотр Ровіцький «Казка про пса, який зірвався з ланцюга»
  - Малґожата Сікорська-Міщук «Незвичайна подорож Пана Вішалки»
  - Ліліана Бардієвська «Зелений мандрівник, або Казка про найбільшу мрію»
  - Ліліана Бардієвська «Еліксир старості»
  - Анна Андрака «Вольф»
  - Моніка Мілевська «Історія славного Родріго»
  - Марта Гусньовська «Марвін»

## Прем'єри
Січень
- 3 січня —
  - «Кай та Герда» за мотивами казки «Снігова королева» Ганса Крістіана Андерсена (реж. Євген Тищук, Мукачівський драматичний театр)[31]

- 18 січня —
  - «For Love» (вистава-перформанс) за мотивами п'єси «Злочин і кара» Марка Равенгілла[en] (реж. Анастасія Осмоловська, Дикий Театр, м. Київ)

- 20 січня —
  - «Відключені» за п'єсою «Спостерігач» Моріса Панича (реж. Антон Меженін, Сумський обласний академічний театр драми та музичної комедії імені М. С. Щепкіна)[32]
  - «Гей парад» Ігоря Білиця (реж. Олексій Доричевський, Дикий Театр, м. Київ)

- 24 січня —
  - «Епос хижака» за мотивами оповідання Леоніда Каганова[ru] (реж. Андрій Попов, Київський академічний Молодий театр)[33]

- 25 січня —
  - «Нейтральна смуга» за творами Володимира Висоцького (реж. Ігор Славинський, Театральная майстерня Миколи Рушковського[ru])

- 26 січня —
  - «Дівчина з ведмедиком, або Неповнолітня» Павла Ар'є за романом «Дівчина з ведмедиком» Віктора Домонтовича (реж. Стас Жирков, Київський академічний драматичний театр на Подолі)[34][35]
  - «Умовно звільнені» Дідьє Ван Ковелера (реж. Катерина Степанкова, Київський академічний театр драми і комедії на лівому березі Дніпра)[36]

- 27 січня —
  - «На межі» Лани Ра (реж. Петро Армяновський, театр-студія ім. Антоніо Гауді, м. Київ) (показ в приміщенні Центру театрального мистецтва імені Леся Курбаса)
  - «Севільські заручини» Ігоря Щербакова за п'єсою «Дуенья» Річарда Шерідана (реж. Євген Курман, Кіровоградський академічний український музично-драматичний театр імені М. Л. Кропивницького)[37]

- 28 січня —
  - «Балада про Крути» Анатолія Покришеня (реж. Андрій Бакіров, Чернігівський обласний академічний український музично-драматичний театр імені Тараса Шевченка)[38]

Лютий
- 4 лютого —
  - «Норма» опера Вінченцо Белліні (реж. Анатолій Солов'яненко, Національний академічний театр опери та балету України імені Тараса Шевченка, м. Київ)[40]

- 7 лютого —
  - «Листи до римського друга» моновистава за творами Йосипа Бродського (реж. Анатолій Левченко, Донецький академічний обласний драматичний театр, мала сцена)
  - «Тринадцята жінка» Теодозії Зарівни (реж. Алла Бабенко, Національний академічний український драматичний театр імені Марії Заньковецької)
  - «Українські вечорниці» Миколи Буравського (реж. Іван Войтюк, Київський академічний театр українського фольклору «Берегиня»)

- 8 лютого —
  - «Місце для дракона» Юрія Винничука (реж. Дмитро Весельський, Український малий драматичний театр, м. Київ)

- 9 лютого —
  - «Маруся Чурай» за романом Ліни Костенко (реж. Сергій Павлюк, Київський національний академічний театр оперети)[41]
  - «Пригоди Тома Сойєра» за романом Марка Твена (реж. Роман Валько, Перший український театр для дітей та юнацтва, м. Львів)[42]

- 10 лютого —
  - «Давай займемося сексом» Валентин Красногоров (реж. Зоряна Починайко, «Живаго», м. Львів)

- 13 лютого —
  - «Ілюзії» Івана Вирипаєва (реж. Олександр Онищенко, «Театр на Чайній», м. Одеса)

- 14 лютого —
  - «Клуб 4D» Алли Пушкіної (реж. Алла Пушкіна, Чернігівський обласний молодіжний театр)
  - «Морфій» Алли Рибікової за однойменним оповіданням[ru] Михайла Булгакова (реж. Валерій Величко, Театр «Актор», м. Київ)[43]

- 15 лютого —
  - «Вільні стосунки» Даріо Фо (реж. Ігор Матіїв, Київський академічний драматичний театр на Подолі)
  - «Кицюня» за п'єсою «Лейтенант з острова Інішмор» Мартіна Мак-Дони (реж. Максим Голенко, «Дикий Театр», м. Київ)[44]

- 16 лютого —
  - «Каліки» Сергія Гьоснера (реж. Стас Жирков, Київський академічний театр «Золоті ворота»)[45]

- 17 лютого —
  - «Дон Гуан» Олександра Пушкіна (реж. Валерія Демченко, Незалежний проєкт «Театральна біржа», м. Київ)
  - «Наталка Полтавка» Івана Котляревського на музику Миколи Лисенка (реж. Сергій Архипчук, Закарпатський обласний театр драми і комедії, м. Хуст)

- 23 лютого —
  - «Все починається з кохання» Георгія Голубенка, Валерія Хаіта, Леоніда Сущенка та Роберта Рождественського на музику Оскара Фельцмана (реж. Ігор Коваль, Харківський академічний театр музичної комедії)
  - «Чотири дружини одного Івана» за п'єсою «Виходили баби заміж» Флорида Булякова (реж. Євген Курман, Кіровоградський академічний український музично-драматичний театр ім. М. Л. Кропивницького)

- 24 лютого —
  - «За двома зайцями» Михайла Старицького (реж. Орест Огородник, Національний академічний український драматичний театр імені Марії Заньковецької)
  - «Земля» за повістю Ольги Кобилянської (реж. Давид Петросян, Національний академічний драматичний театр імені Івана Франка, м. Київ, камерна сцена)[46]
  - «Королівські ігри» Григорій Горін (реж. Наталя Гончарова, Маріупольський народний театр «Театроманія»)
  - «Парашутист» Олександра Селіна (реж. Валерія Городецька, Київський академічний Молодий театр)[47]

- 25 лютого —
  - «Блазні» Богдана Мельничука (реж. Олександр Король, Львівський обласний академічний музично-драматичний театр імені Юрія Дрогобича)
  - «Гусеня» Ніни Гернет, Тетяни Гуревич (реж. Ігор Федірко, Київський державний академічний театр ляльок)
  - «Кольорові ігри» (реж. Біруте Баневічуте / Birutė Banevičiūtė, спільний проєкт театру танцю «Dansema» (Литва) та ЦСМ ДАХ, м. Київ)[48]

- 26 лютого —
  - «Єдиний спадкоємець» Жан-Франсуа Реньяра (реж. Ірина Дейнекіна, Молодіжний театр «Резонанс» ім. Валерія Дейнекіна, м. Кропивницький)

- 27 лютого —
  - «Психоз 4.48» Сари Кейн (реж. Роза Саркісян, Театр «Актор», м. Київ)[49][50]

- 28 лютого —
  - «Чумацький шлях» Сергія Брижаня та Юрія Фрідмана (реж. Михайло Урицький, Київський національний університет театру, кіно і телебачення ім. Івана Карпенка-Карого (кафедра акторського мистецтва та режисури театру ляльок))
  - (лютий 2018) «Красуні кабаре» (реж. Володимир Борисяк, Хмельницький обласний український музично-драматичний театр ім. Михайла Старицького)

Березень
- 2 березня —
  - «Самогубець» за п'єсою[ru] Миколи Ердмана (реж. Степан Пасічник, Харківський академічний український драматичний театр імені Тараса Шевченка)

- 3 березня —
  - «Автор. Епізоди» (одноактний балет / хореографічні міні-вистави) Анна Герус, І. Плотнікової, Ярослава Кайнара (реж. Анна Герус, І. Плотнікова, Ярослав Кайнар, Ukrainian Dance Theatre)
  - «Варіації життя» (два одноактних балети) Анни Герус (реж. Анна Герус, Ukrainian Dance Theatre)
  - «Віра. Надія. Любов. (Яма)» Олександра Купріна (реж. Валентин Козьменко-Делінде, Київський академічний драматичний театр на Подолі)
  - «Обережно, жінки!» Андрія Курейчика (реж. Ксенія Засипко, Миколаївський академічний український театр драми і музичної комедії, мала сцена)
  - «Полювання на мисливця» за п'єсою «Піф-Паф, Ти — Мрець!» Вільяма Мастросімона (реж. Олена Росстальна, Молодіжний драматичний театр «АмаТеа», м. Чернігів)

- 4 березня —
  - «Актрисі завжди вісімнадцять…» Джона Маррелла (реж. Давид Бабаєв, Національний академічний театр російської драми імені Лесі Українки, м. Київ)
  - «Гормон кохання, або Тестостерон» Анджея Сарамановіча (реж. В'ячеслав Жила, Черкаський академічний обласний український музично-драматичний театр імені Т. Г. Шевченка)

- 6 березня —
  - «Моя мрія — Broadway!» Сергія Новачука (реж. Ірина Корольова, Херсонський обласний академічний музично-драматичний театр імені Миколи Куліша)

- 8 березня —
  - «Валентинів день» Івана Вирипаєва (реж. Марія Лук'янова, Український малий драматичний театр, м. Київ)

- 10 березня —
  - «Енеїда» за поемою Івана Котляревського (реж. Анатолій Левченко, Донецький академічний обласний драматичний театр)
  - «Шестеро характерів ненаписаної комедії…» за п'єсою «Шість персонажів у пошуках автора» Луїджі Піранделло (реж. Віталій Малахов, Київський академічний драматичний театр на Подолі)[52]

- 11 березня —
  - «Схід-Захід» за творами підлітків зі Сходу та Заходу України (Влад Волощенко, Інна Якобчук, Богдан Мазурок, Оксана Тарасюк, Віталій Шмітько, Тетяна Ліщук, Надія Шерстюк, Максим Довгань) (реж. Влада Бєлозоренко, Театр «Актор», м. Київ)[53]

- 14 березня —
  - «ВомбаМишаКіт» (реж. ???, Київський академічний театр юного глядача на Липках)

- 15 березня —
  - «Веселі історії барона Мюнхаузена» Вадима Довлетова (реж. Олег Лубенець, Запорізький обласний театр ляльок)

- 16 березня —
  - «Вечеря з дурнем» Франсіса Вебера (реж. Ярослав Федоришин, Львівський академічний духовний театр «Воскресіння»)
  - «Куди піти?» за мотивами маловідомих оповідань Антона Чехова (реж. Андрій Білоус, Київський академічний Молодий театр)[54]
  - «Мазепа. Love-story» за п'єсою «Думка на два серця. Мазепа і Мотря» Володимира Петранюка (реж. Дмитро Сторчоус, Театр української традиції «Дзеркало», м. Київ)
  - «Стійкий солдатик» Олега Лубенця за мотивами казки Ганса Крістіана Андерсена (реж. Олег Лубенець, Запорізький обласний театр ляльок)

- 17 березня —
  - «Вечеря для трьох» Миколи Осипова (реж. Микола Осипов, Харківський театр сучасного мистецтва «Нова сцена»)
  - «Любов до гробу» Альдо Ніколаї (реж. Орест Пастух, Івано-Франківський академічний обласний музично-драматичний театр імені Івана Франка)
  - «Потвора» Маріуса фон Маєнбурга[en] (реж. Юлія Мороз, Академічний музично-драматичний театр імені Лесі Українки міста Кам'янського)
  - «Світ у горіховій шкаралупі» за Стівеном Гокінгом (реж. Дмитро Захоженко, Київський академічний театр на Печерську)[55]
  - «Як стати справжнім бегемотом» Олександра Вітра (реж. Анжеліка Добрунова, Донецький академічний обласний драматичний театр, мала сцена)

- 18 березня —
  - «Дюймовочка» за казкою Ганса Крістіана Андерсена (реж. Арутюн Кіракосян, Донецький академічний обласний драматичний театр)
  - «Кошеня на ім'я ГАВ» Григорія Остера (реж. Борис Чуприна, Херсонський обласний театр ляльок)
  - «Принцеса на горошині» Володимира Лісового за мотивами казки Ганса Крістіана Андерсена (реж. Володимир Лісовий, Тернопільський академічний обласний театр актора і ляльки)

- 21 березня —
  - «Надходить гроза» за новелою «Я (Романтика)» Миколи Хвильового (реж. Євдокія Тіхонова, Донецький академічний обласний драматичний театр, мала сцена)

- 23 березня —
  - «Будь ласка, пригощайтесь!» Славомира Мрожека (реж. Валерій Зубчик, Дніпровський академічний театр драми і комедії)
  - «В очікуванні Його» М. Хейфеца (реж. Євдокія Тіхонова, Донецький академічний обласний драматичний театр)
  - «Дорога Памела» Джона Патріка (реж. Дмитро Чирипюк, Національний академічний драматичний театр імені Івана Франка, м. Київ)[56]
  - «Собаче серце» О. Червінського за повістю Михайла Булгакова (реж. Геннадій Касьянов, Чернігівський обласний молодіжний театр)

- 24 березня —
  - «l'Orchestre» Жана Ануя (реж. Геннадій Широченко, Запорізький муніципальний театр-лабораторія «Ві»)
  - «Боженька» Валерія Пєчєйкіна (реж. Ігор Білиць, Львівський драматичний театр імені Лесі Українки)
  - «Мері Поппінс» Ірини Ципіної за мотивами оповідань Памели Треверс (реж. Ірина Ципіна, Чернігівський обласний театр ляльок імені Олександра Довженка)
  - «Оскар» М. Самойлов і С. Петров за п'єсою К. Ман'є на музику М. Самойлова (реж. Володимир Подгородинський, Одеський академічний театр музичної комедії імені М. Водяного)
  - «Смішні гроші» Рея Куні (реж. Петро Авраменко, Сумський обласний академічний театр драми та музичної комедії імені М. С. Щепкіна)

- 25 березня —
  - «Божевільна ніч або № 13» Рея Куні (реж. Дмитро Мельничук, Хмельницький обласний український музично-драматичний театр імені Михайла Старицького)
  - «Вісім жінок» Робера Тома (реж. Олександр Павлютін, Чернігівський обласний академічний український музично-драматичний театр імені Тараса Шевченка)
  - «Камінний хрест. Повернення» Ігоря Юзюка (реж. Леся Піцик, Ірина Хемич, Народний театр «Легенда», м. Калуш)
  - «Коли ще звірі говорили» Івана Франка (реж. Богдан Базилевич, Коломийський академічний обласний український драматичний театр імені Івана Озаркевича)
  - «На краю світу» (реж. Володимир Петренко, Дніпровський драматичний молодіжний театр «Віримо!»)

- 26 березня —
  - «Мати-наймичка» Івана Тогобочного за мотивами поєми «Наймичка» Тараса Шевченка (реж. Владислав Сорокін, Львівський обласний академічний музично-драматичний театр імені Юрія Дрогобича)

- 27 березня —
  - «Вдови» Ганна Шевченко за Славомиром Мрожеком (реж. Ганна Шевченко, Театр-студія «Дев'ятий замок» КБУ Будинок естетики і дозвілля, м. Чернівці)
  - «Пошились у дурні» Марка Кропивницького (реж. В'ячеслав Давидюк, Житомирський театр імені Івана Кочерги)
  - «Таємниці зачарованого лісу» Олександра Бєльського за мотивами «Лісової пісня» Лесі Українки (реж. Олександр Бєльський, Криворізький театр музично-пластичного мистецтва «Академія руху»)
  - «Страшна помста» Сергій Павлюк за Миколою Гоголем (реж. Сергій Павлюк, Полтавський академічний обласний український музично-драматичний театр імені Миколи Гоголя)

- 28 березня —
  - «Якби зустрілися ми знову…» літературна композиція про коханих жінок в житті та творчості Тараса Шевченка (реж. Арутюн Кіракосян, Донецький академічний обласний драматичний театр, мала сцена)

- 29 березня —
  - «INSENSO» Димітриса Димітріадиса (реж. Еммануїл Куцуреліс (Греція), Київський академічний Молодий театр)[57]
  - «Танго» Славомиром Мрожеком (реж. Роман Козак, Сумський обласний академічний театр драми та музичної комедії імені М. С. Щепкіна)
  - «Дванадцята ніч, або Як собі хочете» Вільяма Шекспіра (реж. Дмитро Гусаков, Чернівецький музично-драматичний театр імені Ольги Кобилянської)

- 31 березня —
  - «Каляки-маляки» Марини Богомаз (реж. Марина Богомаз, Київський державний академічний театр ляльок, мала сцена)
  - «Кривенька качечка» Олександра Іноземцева за мотивами української народної казки (реж. Олександр Іноземцев, Полтавський академічний обласний театр ляльок)
  - «Лисичка, Котик і Півник» Олександра Олеся (реж. Галина Савчин, Івано-Франківський академічний обласний театр ляльок імені Марійки Підгірянки)
  - «Чарівна стежина» Руслана Неупокоєва (реж. Наталія Марків, Чернівецький академічний обласний театр ляльок)

- - (березень 2018) «Легкий дотик» за новелами Луїджі Піранделло (реж. Дмитро Богомазов, Київський національний університет театру, кіно і телебачення ім. Івана Карпенка-Карого (навчальний театр))
  - (березень 2018) «Таємниця Лісовичка» Сергія Ковальова (реж. Володимир Підцерковний, Львівський обласний театр ляльок)

Квітень
- 1 квітня —
  - «Єврейський кравець» Вадима Кречмара, Галини Кречмара, Світлани Ковальчук (реж. Михаил Калашников, Вадим Кречмар, Аматорський єврейский театр «Мазл ТОВ», м. Бровари)

- 3 квітня —
  - «Замок» Франца Кафки (реж. Олександр Ковшун, Харківський академічний український драматичний театр імені Тараса Шевченка)
  - «І небо, і земля» за п'єсою «Безіменна зірка» Михаїла Себастіана (реж. Юлія Волчкова, Київська академічна майстерня театрального мистецтва «Сузір'я»)[59][60]

- 4 квітня —
  - «Kvitka. Пісня наяву й у снах» Олега Миколайчука-Низовця (реж. Таїса Славінська, Вінницький державний академічний музично-драматичний театр імені М. Садовського)[61]
  - «Скупий» Мольєра (реж. Володимир Борисяк, Хмельницький обласний український музично-драматичний театр ім. Михайла Старицького)

- 6 квітня —
  - «Що трапилось у зоопарку» Е. Олбі (реж. Ольга Гаврилюк, Національний театр ім. Л. Українки)

- 8 квітня —
  - «Приємна несподіванка» за п'єсою «Візити до містера Гріна» Джеффа Барона (реж. Ольга Гаврилюк, Театр «Актор»)[59]

- 10 квітня —
  - «Догори дригом» Костя Дяченка (реж. ???, Театральна студія «Коло», м. Львів)

- 11 квітня —
  - «Double Double» Еріка Еліса та Роджера Рііса (реж. Ірина Кліщевська, Київський академічний театр «Колесо»)

- 12 квітня —
  - «Місце для дракона» Юрія Винничука (реж. Олег Мельничук, Київський академічний театр юного глядача на Липках)
  - «Одруження» за однойменною п'єсою[ru]« Миколи Гоголя (реж. Іван Уривський, Одеський академічний український музично-драматичний театр імені В. Василька)

- 13 квітня —
  - »20 хвилин з янголом" Олександра Вампілова (реж. Вадим Мірошніченко, Харківський державний академічний драматичний театр імені О. С. Пушкіна)

- 14 квітня —
  - «Методи виховання малих засранців» за п'єсою «Як перетворитися на собаку» Марини Смілянець (реж. Лариса Семирозуменко, Театр на Михайлівській, м. Київ)[62]

- 15 квітня —
  - «Дотик до душі» (реж. ???, Театральна студія «Коло», м. Львів)
  - «Музична крамничка» Надії Крат за мотивами казки Люцини Легут (реж. Олег Новохацький, Олексій Кравчук, Театр-студія естрадних мініатюр «І люди, і ляльки» (Львів)

- 17 квітня —
  - «Брехня» за однойменною п'єсою Володимира Винниченка (реж. Наталка Сиваненко, Київський академічний Молодий театр)[63]

- 18 квітня —
  - «Пригода ведмедиків панда, яку розповів один саксофоніст, котрий мав подружку у Франкфурті» Матея Вішнєка (реж. Денис Астаф'єв, Запорізький муніципальний театр-лабораторія «Ві»)

- 19 квітня —
  - «Історії у стилі танго» на музику Астора П'яццоли та інших композиторів (реж. Артем Шошин, Київський муніципальний академічний театр опери та балету для дітей та юнацтва)[64]

- 20 квітня —
  - «За двома зайцями» Михайла Старицького (реж. Євген Мерзляков, Миколаївський академічний український театр драми і музичної комедії)

- 21 квітня —
  - «Дон Жуан vs Донна Анна» за Лесею Українкою, Мольєром та Олександром Пушкіним (реж. Микола Яремків, Київський академічний театр юного глядача на Липках)
  - «Крокуй собі безпечно» Романа Гребенюка (реж. Роман Гребенюк, Рівненський академічний обласний театр ляльок)
  - «Чайки» за мотивами повісті «Чайка Джонатан Лівінгстон» Річарда Баха (реж. Андрій Богун, Студія «Простір» при Великоолександрівському будинку культури)

- 22 квітня —
  - «Малюк і Карлсон» Катерини Слажнєвої за повістю Астрід Ліндґрен (реж. Катерина Слажнєва, Херсонський обласний академічний музично-драматичний театр імені Миколи Куліша)
  - «Отрута не за адресою» Олександра Коровкіна (реж. Володимир Петренко, Дніпровський академічний український музично-драматичний театр імені Тараса Шевченка)
  - «Чарівний корінець» Павла Морозова (реж. Борис Рева, Академічний музично-драматичний театр імені Лесі Українки міста Кам'янського)

- 24 квітня —
  - «Колобок» О. Кузьміна за мотивами народної казки (реж. О. Кузьмін, Миколаївський академічний обласний театр ляльок)

- 25 квітня —
  - «Політ журавлів над нетолоченими травами» Альона Малюга-Мельникова за мотивами однойменного оповідання Катерини Мотрич (реж. Альона Малюга-Мельникова, Народний аматорський театр-студія «10 ряд 10 місце», м. Ковель)
  - «Сліпота» за мотивами роману Жозе Сарамагу (реж. Ілля Мощицький, Театр «Мізантроп»)[65]

- 27 квітня —
  - «Загадкове нічне вбивство собаки» Саймона Стівенса за романом Марка Хеддона (реж. Кирило Кашліков, Національний академічний театр російської драми імені Лесі Українки)[66]
  - «Модільяні» за мотивами одноіменного художнього фільму[en] режисера Міка Девіса (реж. Ростислав Держипільський, Франківський драмтеатр, сцена-цех)[67]

- 29 квітня —
  - «Дім на краю душі» за мотивами п'єси «Іфігенія» Дона Нігро[en] (реж. Тамара Трунова, Київський академічний театр драми і комедії на лівому березі Дніпра)[68][69]
  - «Розлучення по-французьки» Франсуа Кампо (реж. Володимир Московченко, Львівський обласний академічний музично-драматичний театр імені Юрія Дрогобича)
  - «Розмова, якої не було» Родіона Білецького[ru] (реж. Вікторія Манолє, Театр-студія «SPLASH», м. Київ)

Травень
- 3 травня —
  - «Перевертні» Олени Шамріної (реж. Олена Шамріна, спільний проєкт «Щасливця» — майбутній театр «SCH», м. Київ)

- 5 травня —
  - «Недосказане Гоголем» Дмитра Татарінова на основі народних легенд та повісті «Ніч на Івана Купала» Миколи Гоголя (реж. Дмитро Татарінов, Театральна студія «Третій дзвінок», м. Тернопіль)

- 6 травня —
  - «Джалапіта» Емми Андієвської (реж. Артем Вусик, Перший театр, м. Львів)[71]
  - «Експеримент: Адам і Єва» за книгою «Архів сімейства Адама та Єви» Марка Твена (реж. Дмитро Карачун, Молодіжний театр «Silentium», м. Калуш)
  - «Пригоди Івана Голика» Олександра Кузьміна (реж. Леонід Попов[ru], Київський державний академічний театр ляльок, мала сцена)

- 8 травня —
  - «Листаючи нетлінні Пам'яті сторінки…» Альони Малюги-Мельникової (реж. Альона Малюга-Мельникова, Народний аматорський театр-студія «10 ряд 10 місце», м. Ковель)

- 10 травня —
  - «Кафе „Республіка“» Богдана Гнатюка (реж. Богдан Гнатюк, Київська академічна майстерня театрального мистецтва «Сузір'я»)[72]

- 11 травня —
  - «Гамлет» за п'єсою Вільяма Шекспіра (реж. Оксана Дмітрієва, Харківський державний академічний театр ляльок імені В. А. Афанасьєва)[73]
  - «Пушкін. Плем'я» за п'єсою «Олександр Пушкін» («Останні дні») Михайла Булгакова (реж. Олександр Середин, Харківський державний академічний російський драматичний театр імені О. С. Пушкіна)[74]

- 17 травня —
  - «Крым мой. Отчет о путешествии, которого никогда не было» (поновлена версія) (PostPlay театр)
  - «Тіні забутих предків» Андрія Романова за мотивами однойменної повісті Михайла Коцюбинського (реж. Андрій Романов, Запорізький муніципальний театр танцю)
  - «Херсон 1918/2018» Максима Курочкіна (реж. Андрій Май, Херсонський обласний академічний музично-драматичний театр ім. М. Куліша)

- 18 травня —
  - «Ображені. Росія» Андрія Курейчика (реж. Сергій Павлюк, Херсонський обласний академічний музично-драматичний театр ім. М. Куліша)
  - «Янголи не плачуть» (реж. ???, Маріупольський народний театр «Театроманія»)

- 19 травня —
  - «Королева краси» Мартіна Мак-Дони (реж. Ігор Задніпряний, Львівський академічний театр імені Леся Курбаса)[75]
  - «П'ятий діамант» Олександра Глоби (реж. Діана Воронцова, Київський театр «Маскам Рад»)
  - «Хлопчик-з-мізинчик» Миколи Рибалки, Тетяни Сільченко (реж. Леонід Попов, Київський академічний театр ляльок, мала сцена)

- 20 травня —
  - «Лис Микита» Ярослава Ілляшенко за мотивами Івана Франка (реж. Ярослав Ілляшенко, Волинський обласний академічний музично-драматичний театр імені Тараса Шевченка, м. Луцьк)

- 21 травня —
  - «100 років молодий» Андрія Білоуса (реж. Андрій Білоус, Київський академічний Молодий театр)
  - «Vitalius» за п'єсою «Півник із букваря» Андруса Ківіряхка (реж. Сергій Павлюк, Херсонський обласний академічний музично-драматичний театр ім. М. Куліша)

- 22 травня —
  - «Спляча красуня» Надії Кошман за мотивами казки Джамбаттіста Базіле (реж. Раду Поклітару, Київ модерн-балет)[76]

- 23 травня —
  - «Іоланта» опера Петра Чайковського (реж. Ірина Нестеренко, Оперна студія Національної музичної академії України ім. Петра Чайковського)
  - «Маріца» оперетта Імре Кальмана (реж. Сергій Чулков, Академічний музично-драматичний театр імені Лесі Українки міста Кам'янського)

- 24 травня —
  - «Мій Гамлет. Висоцький» Надії Кошман (реж. Олена Лазович, Новий театр на Печерську)[77]
  - «Тев'є-молочник» за п'єсою «Поминальна молитва» Григорія Горіна (реж. Юрій Крилівець, Мукачівський драматичний театр)

- 25 травня —
  - «Продавець дощу» Річарда Неша (реж. Віталій Малахов, Київський драматичний театр на Подолі)
  - «Скрипаль на даху» музика Дж. Бока (реж. Богдан Струтинський, Київський національний академічний театр оперети)
  - «Спецоперація Апетит» за п'єсою «Як стати справжнім Бегемотом» Олександра Вітра (реж. Галина Воловецька, Вільний театр «Око», м. Львів)

- 26 травня —
  - «Життя на трьох» Лідії Чупіс (реж. Юлія Гасиліна, Київський незалежний театр МІСТ)
  - «Мрія» Ярослави Пулінович (реж. Сергій Павлюк, Херсонський обласний академічний музично-драматичний театр ім. М. Куліша)
  - «Що таке жінка?» романтична імпреза за поезією Т. Іванович (реж. Оксана Стринадюк, Театр «Соломія» (Коломия)[78]

- 27 травня —
  - «Князь Корятович» Олександр Гаврош (реж. Євген Тищук, Мукачівський драматичний театр)
  - «Спасіння архонта» (хореографічні міні-вистави) Анна Герус, І. Плотнікової, Детюченко/Вертегел (реж. Герус, І. Плотнікова, Детюченко/Вертегел, Київський академічний Молодий театр)
  - «Чи падає влітку сніг» за мотивами п'єси «Вийшов янгол із туману» Петра Гладіліна[ru] (реж. Андрій Кирильчук, Івано-Франківський академічний обласний музично-драматичний театр імені Івана Франка)

- 28 травня —
  - «Сторінки» Ольги Сидорової за творами Данила Хармса, Андрія Усачова, Григорія Остера (реж. Ольга Сидорова, Ольга Тихоненко, Театральна студія «Чердачок», м. Дніпро)

- 30 травня —
  - «Кохання у стилі…» Ярослав Стельмах (реж. Євген Мерзляков, Луганський обласний академічний український музично-драматичний театр, м. Сєвєродонецьк)
  - «Красиві двадцятилітні. Тизер» Дмитра Левицького (реж. Тамара Трунова, Національний культурно-мистецький та музейний комплекс «Мистецький арсенал») (вистава-відкриття «Книжкового Арсеналу»)

- 31 травня —
  - «Second floor. Ми» (два одноактних балети) К. Водзянської, А. Водзянського (реж. К. Водзянська, А. Водзянський, Київський академічний Молодий театр)

Червень
- 1 червня —
  - «Казка про добрі справи» за п'єсою «Вередлива Кішка» Юрія Васюка (реж. Тетяна Лещова, Запорізький академічний обласний український музично-драматичний театр імені Володимира Магара)
  - «Колискова для Сніжинки» вистава-перформанс за оповіданням Юліти Ран (реж. Тетяна Вітряк, Полтавський академічний обласний театр ляльок)[80][81]
  - «Смак життя» Фредеріка Строппеля (реж. Тетяна Лещова, Запорізький академічний обласний український музично-драматичний театр імені Володимира Магара)
  - «Чарівна лампа Аладдіна» О. Чупіна за мотивами арабських казок «Тисяча й одна ніч» (реж. Михайло Урицький, Київський державний академічний театр ляльок)[82]
  - «Червона шапочка та її друзі» Шарля Перро (реж. Олег Панасюк, Хмельницький обласний український музично-драматичний театр імені Михайла Старицького)

- 2 червня —
  - «Вовк та семеро козенят» Ольги Байбак за мотивами казки братів Грімм (реж. Сергій Забродін, Київський муніципальний академічний театр ляльок)
  - «Норма» опера Вінченцо Белліні (реж. Жанна Чепела, Дніпропетровський академічний театр опери та балету)

- 3 червня —
  - «Квиток у життя» Ірина Ярмоленко (реж. Іван Данілін, Мистецьке об'єднання «FRANCO-театр», м. Коломия)

- 5 червня —
  - «Біля ковчега о восьмій» Ульриха Хуба (реж. Вікторія Філончук, Чернігівський обласний академічний український музично-драматичний театр імені Тараса Шевченка)

- 8 червня —
  - «Володар мух» за «одноіменним романом» Вільяма Голдінга та «Присмерком Європи» Освальда Шпенглера (реж. Давид Петросян, ЦСМ ДАХ)[83][84]
  - «Отвєтка@ua» Неди Нежданої (реж. Наталія Мостопалова-Гапчинська, Запорізький муніципальний театр-лабораторія «Ві»)

- 9 червня —
  - «Війна» Ларса Нурена (реж. Давид Петросян, Національний драматичний театр ім. І. Франка, камерна сцена)[85]
  - «Графське закляття» за п'єсою «Дураки» Ніла Саймона (реж. Анжеліка Добрунова, Донецький академічний обласний драматичний театр, м. Маріуполь)

- 10 червня —
  - «Бардо» Зоряни Починайко (реж. Зоряна Починайко, «Живаго», м. Львів)
  - «Все літо за один день» Ольга Сидорова за мотивами творів Рея Бредбері (реж. Ольга Сидорова, Ольга Тихоненко, Театральна студія «Чердачок», м. Дніпро)
  - «Обережно — жінки!» Андрій Курейчик (реж. Людмила Колосович, Черкаський академічний обласний український музично-драматичний театр імені Т. Г. Шевченка)
  - «Орфей і Еврідіка» опера Крістофа Глюка (реж. Павло Кошка, Одеський національний академічний театр опери та балету)[86]

- 11 червня —
  - «Міріам» за поемою «Одержима» Лесі Українки (реж. Андрій Бакіров, Чернігівський обласний академічний український музично-драматичний театр імені Тараса Шевченка)

- 14 червня —
  - «Aerophonia: футуристична опера у 3-х актах» (нео-футуристичний перформанс) (реж. Ростислав Держипільський, стадіон «РУХ», Івано-Франківськ)[87]
  - «Free Love» монодрама Інни Гончарової за мотивами повісті «Останні сторінки щоденника жінки» Валерія Брюсова (реж. Інна Гончарова, Київський театр «Маскам Рад» та Театр-студія «МіФ»)
  - «Тектоніка почуттів» Еріка-Емманюеля Шмітта (реж. Тарас Криворученко, Київський Молодий театр)[88]

- 16 червня —
  - «Акомпаніатор» Марселя Мітуа (реж. Олександр Білозуб, Київський національний академічний театр оперети)[5]
  - «Жарти Оффенбаха» (реж. Володимир Подгородинський, Одеський академічний театр музичної комедії імені М. Водяного)
  - «Зірка без імені» за п'єсою «Безіменна зірка» Михаїла Себастіана (реж. Людмила Скрипка, Чернівецький музично-драматичний театр імені Ольги Кобилянської)

- 17 червня —
  - «Перед заходом сонця» Гергарта Гауптмана (реж. Алла Бабенко, Національний академічний український драматичний театр імені Марії Заньковецької)[89]

- 20 червня —
  - «Ідіот» за мотивами романа Федора Достоєвського (реж. Юрій Одинокий, Національний академічний драматичний театр імені Івана Франка)[90][91][92]
  - «Орестея» за п'єсою Есхіла (реж. Ілля Мощицький, Театр «Мізантроп» та Київський академічний драматичний театр на Подолі)[93]

- 21 червня —
  - «Едігна. Донька Анни Київської та Генріха І. Початок славного служіння» Олександра Ірванця; реж. Федір Баландін (вулична вистава в рамках київського фестивалю Anne de Kyiv Fest)[94]

- 23 червня —
  - «Кохання, джаз і чорт» Юозаса Грушаса (реж. Владислава Поповиченко, Київський театр на лівому березі)[95][96]
  - «Трагіки до ваших послуг…» за п'єсою «Розенкранц і Гільденстерн мертві» Тома Стоппарда (реж. Олена Аль Юсеф, Театр-лабораторія «Афини», м. Київ)

- 24 червня —
  - «Баранчик Б-е-е-н» Дмитра Драпіковського за мотивами Н. Осіпової (реж. Дмитро Драпіковський, Херсонський обласний театр ляльок)
  - «Бог різанини» за однойменною п'єсою[en] Ясміни Рези (реж. Ольга Ларіна, Денис Мартинов, Новий театр на Печерську)[97]
  - «Про прості речі» Ади Роговцевої (реж. Катерина Степанкова, Київський академічний театр «Актор»)

- 26 червня —
  - «Галка Моталко» Наталка Ворожбит (реж. Анна Александрович, Дикий Театр)[98]
  - «Привіт, Малий!» за п'єсою «Собача будка» Марини Смілянець (реж. Ірина Савченко, Народний аматорський театр «Вавилон», м. Київ)

- 27 червня —
  - «Ефект Мінетті» за мотивами п'єси «Мінетті» Томаса Бернгарда (реж. Мирослав Гринишин, Олег Драч, Центр Леся Курбаса)[99]
  - «Про Івана і Кота» Руслана Нєупокоєва за мотивами української казки «Про Івана Багатого» (реж. Михайло Урицький, Івано-Франківський академічний обласний театр ляльок імені Марійки Підгірянки)
  - «Фантомні болі» Василія Сігарєва (реж. Марі Акопян, Київський Молодий театр)[100]

- 28 червня —
  - «Вона його любила» за п'єсою «С училища» Андрія Іванова (реж. Стас Жирков, Одеський академічний український музично-драматичний театр імені В. Василька)[101]

- 29 червня —
  - «Валеріанових крапель на 15 коп.!» за п'єсою «Ювілей» Антона Чехова (реж. Лада Лабзова, Дитячо-юнацька театральна студія «Ну і дітки», м. Полтава)
  - «Ку-Ку» Марини Богомаз (реж. Марина Богомаз, Рівненський академічний обласний театр ляльок)
  - «Ла-Ла-Лай-Но» за мотивами п'єси «Геркулес та Авгієві стайні» Фрідріха Дюрренматта (реж. Олексій Доричевський, Дикий Театр)[59]
  - «Розлучник» Іона Сапдару (реж. Олексій Лісовець, Київський театр на лівому березі)[102]

- 30 червня —
  - «Дон Жуан» комічна опера на 2 дії Вольфганга Амадея Моцарта на лібрето Лоренцо да Понте (реж. Василь Вовкун, Львівський національний академічний театр опери та балету імені Соломії Крушельницької)[103][104]
  - «Інгігерда» Моа Сйоргена (реж. Олена Росстальна, Молодіжний драматичний театр «АмаТеа», м. Чернігів)
  - «Кресало» Ганса Крістіана Андерсена (реж. Марія Власова, Запорізький обласний театр ляльок)
  - «Онєгін. Life» Петра Чайковського (реж. Жанна Чепела, Дніпропетровський академічний театр опери та балету)
  - «Тектоніка почуттів» Еріка-Емманюеля Шмітта (реж. Анатолій Антонюк, Одеський обласний академічний російський драматичний театр)

Липень
- 1 липня —
  - «Людський голос» моно-вистава за мотивами п'єси Ж. Кокто (реж. Євген Лапін, Центр Леся Курбаса)

- 3 липня —
  - «Class Act: Схід-Захід — 2018» за творами підлітків зі Сходу та Заходу України (Авдіївка/Чоп) (реж. Максим Голенко, Національна музична академія ім. П. Чайковського)[105]

- 4 липня —
  - «Змішані почуття» Річарда Баєра (реж. Ігор Славинський, Київська майстерня театрального мистецтва «Сузір'я»)
  - «Прекрасні, прекрасні, прекрасні часи» за концепцією роману «За дверима» Е. Єлінек (реж. Роза Саркісян, Перший театр, м. Львів)[106]

- 6 липня —
  - «Майська ніч» вуличної вистави Влада Шевченко за мотивами М. Гоголя (реж. Влад Шевченко, Полтавський академічний обласний театр ляльок)

- 8 липня —
  - «Розбійник Лис та шериф Кролик» Катерини Лук'яненко за мотивами «Казок дядечка Римуса» Джоеля Гарріса та мультфільму «Зоотрополіс» (реж. Катерина Лук'яненко, Чернівецький академічний обласний театр ляльок)[107]

- 10 липня —
  - «Звірячі історії» за п'єсою «Звірині історії» Д. Нігро[en] (реж. Ігор Ладенко, Театр «19», Харків) (прем'єра української версії вистави, яка з 2016 року йде у театрі російською мовою)

- 15 липня —
  - «Войцек» Г. Бюхнера (реж. Іван Данилін, Рівненський український музично-драматичний театр)[108][109]
  - «Девочки/Девочки» документальна вистава (постановча група: Галина Джикаєва, Ден Гуменний, Яна Гуменна, PostPlay театр)[110]

- 18 липня —
  - «Кайдашева сім'я» І. Нечуй-Левицького (реж. Ігор Федірко, Київський академічний театр ляльок)[111][112]

Серпень
- 19 серпня —
  - «Ангел на зв'язку» моновистава (реж. Кирило Душин, Харківський театр для дорослих)

- 25 серпня —
  - «Ворог Настаська» І. Юзюка (реж. Оксана Стринадюк, Театр «Соломія» (Коломия)

- 28 серпня —
  - «Дон Жуан (опера)» В. Моцарта (реж. Торстен Келле, Луганський обласний академічний український музично-драматичний театр, Сєвєродонецьк)[113][114]
  - «Парадокси злочину» KLIMa за мотивами роману «Злочин і кара» Ф. Достоєвського і розповіді «Парадокси містера Понда» Г. Честертона (реж. В. Троїцький, ЦСМ ДАХ)

Вересень
- 3 вересня —
  - «Фрекен Юлія» за п'єсою [en] Августа Стріндберга (реж. Іван Уривський, Київський академічний театр «Золоті ворота»)[115]

- 6 вересня —
  - «Очищення» Софі Оксанен (реж. Григорій Гладій, Національний академічний драматичний театр імені Івана Франка)[116][117]

- 7 вересня —
  - «Дон Карлос» опера Джузеппе Верді (реж. Анатолій Солов'яненко, Національний академічний театр опери та балету України імені Тараса Шевченка)

- 10 вересня —
  - «Сон Аліси» KLIMa (реж. Влад Троїцький, ЦСМ ДАХ, м. Київ)

- 12 вересня —
  - «Сім розгніваних джентльменів» Джона Стерджеса за мотивами «Сім самураїв» Акіри Куросави (реж. Олександр Жила, Театр «Актор», м. Київ)[115]

- 14 вересня —
  - «Про любов» мюзикл Іллі Пелюка (реж. Ілля Пелюк, Український малий драматичний театр)[118]

- 15 вересня —
  - «Діти SOS» за творами учасників літературного конкурсу Народного театру «Молодий театр» у рамках І Міжнародного дитячого літературного фестивалю «Literature future» (реж. Іван Данилін, Молодіжний драматичний театр, м. Чернівці)
  - «Як Лисичка пташкою була» Олександра Кузмина (реж. Руслан Новиков, (Житомирський академічний обласний театр ляльок)

- 20 вересня —
  - «Про що мовчать жінки» (реж. Влада Бєлозоренко, Театральна агенція «ТЕ-АРТ», м. Київ)[119][120]

- 21 вересня —
  - «Анна Кареніна» KLIMa за романом Льва Толстого (реж. Влад Троїцький, ЦСМ ДАХ, м. Київ)
  - «Серенада сонячної долини» за мотивами однойменного музичного фільму (реж. Семен Горов, Антреприза, Київ)

- 25 вересня —
  - «Дерево не може втекти» монобалет на музику Петеріса Васкса, Джона Кейджа, Елісео Гренета (реж. Ілля Мірошніченко, Київ Модерн-балет)

- 26 вересня —
  - «Примадони» Кена Людвига (реж. Ігор Азаров, Київський академічний обласний музично-драматичний театр імені П. К. Саксаганського)

- 27 вересня —
  - «Equus» за п'єсою[en] Пітера Шеффера (реж. Алла Демура та Олексій Єсін, Театр Єсіних, м. Київ)
  - «Погані дороги» Наталки Ворожбит (реж. Тамара Трунова, Незалежний проєкт — ГО «Інститут дослідження театру „Шостий поверх“)[121][122]

- 28 вересня —
  - „Homo Ferus або Сука-любов!“ за мотивами п'єс „Сто тисяч“ і „Наймичка“ Івана Карпенко-Карого (реж. Андрій Білоус, Київський академічний Молодий театр)[123]
  - „Експериментаріум“ (реж. версія — Олексій Кравчук, реж. Алла Соколенко та Олексій Хорошко, Ніжинський академічний український драматичний театр імені М. Коцюбинського)
  - „Любов“ за мотивами п'єси „Де зерно, там і полова“ Марка Кропивницького (реж. Олександр Ковшун, Харківський академічний український драматичний театр імені Тараса Шевченка)[124]

- 29 вересня —
  - „Force Play“ за п'єсою „Міст“ М. Фратті (реж. Марія Степанюк, Український малий драматичний театр, м. Київ)[125]
  - „Ліки від депресії“ Олександра Володарського (реж. Олена Пушкіна, Одеський обласний академічний російський драматичний театр)
  - „Мауглі“ за оповіданнями Редьярда Кіплінга (реж. Юрій Чайка, Одеський театр юного глядача)[126]
  - „Нація“ книгою Марії Матіос (реж. Сергій Кузик, Дніпровський академічний український музично-драматичний театр імені Тараса Шевченка)[25]
  - „Пурпурові вітрила“ А. Вратарьова за повістю-феєрією Олександра Гріна на музику Вікторії Васалатій, Ю. Кондратюка (реж. Максим Булгаков, Одеський академічний театр музичної комедії імені М. Водяного)

Жовтень
- 2 жовтня —
  - „Чекаючи на Ґодо“ вистава-гра (реж. Валерій Більченко, Львівський муніципальний театральний, художньо-дослідницький та освітній центр „Слово і голос“)

- 3 жовтня —
  - „Старий і море“ Е. Хемінгуея (реж. Вілен Головко, Дніпровський академічний український музично-драматичний театр імені Тараса Шевченка, мала сцена)

- 5 жовтня —
  - „Show must go on, або Пси на ланцюгу“ Володимира Осляка за мотивами романа „Віднині і навік“ Джеймса Джонса (реж. Наталія Тімошкіна, Житомирський театр імені Івана Кочерги)[127][128][129]
  - „Украдене щастя“ за однойменною п'єсою Івана Франка (реж. Лінас Маріюс Зайкаускас, Академічний музично-драматичний театр імені Лесі Українки міста Кам'янського)

- 6 жовтня —
  - „Заручники“ Д. Едгара[en] (реж. Ольга Данилюк, Мистецький Арсенал)[130]

- 7 жовтня —
  - „Патріс“ Дмитра Богославського, Віктора Красовського, Сергія Анцелевича (реж. Дмитро Захоженко, Київський Театр «Актор»)[125][131][132]

- 11 жовтня —
  - „Серце боксера“ Лутца Хюбнера (реж. Дмитро Морозов, Національний театр ім. Л. Українки, нова сцена)

- 12 жовтня —
  - „Дерева помирають стоячи“ (поновлення) А. Касони (реж. І. Барковська, Національний театр ім. Л. Українки)[115][121]

- 13 жовтня —
  - „Мир вашому дому“ за п'єсою „Поминальная молитва“ Г. Горіна (реж. Анатолій Левченко, Донецький академічний обласний драматичний театр)

- 16 жовтня —
  - „Скапен“ за Мольєром (реж. Андрій Бакіров, Чернігівський обласний академічний український музично-драматичний театр імені Тараса Шевченка)

- 17 жовтня —
  - „Шинкарка“ С. Новицької (реж. Дмитро Попов, Донецький академічний обласний драматичний театр, мала сцена)

- 19 жовтня —
  - „Правда під маскою“ (балети „Пульчинелла“ та „Весна священна“) Ігоря Стравінського (балетмейстер-постановник — Марчелло Алджері (Італія), Львівський національний академічний театр опери та балету імені Соломії Крушельницької)

- 21 жовтня —
  - „Віденська кава“ Дмитра Корчинського (реж. Ігор Марусяк, „Маріїнський театр“, Київ)

- 25 жовтня —
  - „Москалиця“ М. Матіос (реж. Влада Бєлозоренко, Київський театр оперети)[115][121][125][133]

- 26 жовтня —
  - „Король Дроздобород“ опера Юрія Шевченка та Богдана Стельмаха за п'єсою Б. Стельмаха „Король Дроздобород“ (за мотивами однойменної казки братів Я. та В. Грімм) (реж. Сергій Голубничий, Київський муніципальний академічний театр опери та балету для дітей та юнацтва)[134]
  - „Маскарад“ балет А. Хачатуряна за однойменною драмою М. Лермонтова (дир.-пост. Віталій Ковальчук, дир. Маргарита Гринивецька, балет.-пост. Гаррі Севоян, Одеський національний академічний театр опери та балету)
  - „Птаха“ за мотивами повість „Біла птаха. Не відлітай“ Маргарити Черненко (реж. Ірина Калашнікова, Артцентр ім. Івана Козловського Київського театру оперети)

- 27 жовтня —
  - „Острів любові“ за мотивами новел М. Вовчка та О. Олеся (реж. Олександра Меркулова, Київський Молодий театр)[135]

- 30 жовтня —
  - „Герой нашого часу“ О. Середина за мотивами одноіменного роману М. Лермонтова (реж. Олександр Середин, Харківський російський драматичний театр імені О. Пушкіна, мала сцена)[136]

Листопад
- 1 листопада —
  - „Закат“ Ісака Бабеля (реж. Максим Голенко, Миколаївський академічний український театр драми і музичної комедії)

- 2 листопада —
  - „Музики грали аж до ранку“ за п'єсою „На перші гулі“ Степана Васильченка (реж. Євдокія Тіхонова, Донецький академічний обласний драматичний театр)

- 3 листопада —
  - „Крап-Ля“ Марини Богомаз (реж. Марина Богомаз, Київський державний академічний театр ляльок, мала сцена)
  - „Тілімілітрямдія“ Сергія Козлова (реж. Віра Задорожня, Київський муніципальний академічний театр ляльок)

- 5 листопада —
  - „Асексуали“ Максима Курочкіна[ru] (реж. Ігор Білиць, Дикий Театр, м. Київ)[121][125][137]

- 7 листопада —
  - „Горизонт 200“ Олени Апчел та Оксани Данчук (реж. Олена Апчел, Львівський драматичний театр імені Лесі Українки)[138]

- 8 листопада —
  - „Баби Бабеля“ за „Одеськіми оповіданнями“ („Король“, „Батько“ і „Ісусів гріх“) Ісака Бабеля (реж. Євген Корняг, Одеський обласний театр ляльок)[139]
  - „Хіба ревуть воли, як ясла повні?“ за романом Панаса Мирного (реж. Віталій Малахов, Київський академічний драматичний театр на Подолі)

- 9 листопада —
  - „Зелений народ“ Олександра Костинського (режисер-постановник — Ігор Славинський, режисери — Сергій Сипливий та Аліна Тунік, Київський академічний драматичний театр на Подолі)

- 10 листопада —
  - „Діалоги“ вистава-променад Тамріко Шолі (реж. Поліна Бараніченко, Компанія „U!Zahvati“)[140]
  - „Ми всі дорослі люди“ за п'єсою „Історії буденного шаленства“ Петра Зеленка (реж. Катерина Башкіна, Дикий Театр, м. Київ)

- 11 листопада —
  - „ҐАЗ“ Георга Кайзера (реж. Вірляна Ткач, копродукція NOVA OPERA, Мистецький Арсенал та Yara Arts Group (Нью-Йорк)) (опера-перформанс за мотивами вистави Леся Курбаса 1923 року)[141]
  - „Холостяки и холостячки“ (реж. Максим Голенко, Театральна агенція „ТЕ-АРТ“ (Київ)

- 15 листопада —
  - „Політ над гніздом зозулі“ Дейла Вассермана за романом Кена Кізі (реж. Сергій Павлюк, Полтавський академічний обласний український музично-драматичний театр імені Миколи Гоголя)

- 16 листопада —
  - „Деміург“ Бруно Шульца (реж. Олег Ліпцин, Національний академічний драматичний театр імені Івана Франка, м. Київ)[125]
  - „Онєгін“ пластико-поетична драма за мотивами роману „Євгеній Онєгін“ Олександра Пушкіна (реж. Ольга Турутя-Прасолова, Харківський державний академічний російський драматичний театр імені О. С. Пушкіна)[136][142]

- 18 листопада —
  - „Панночка“ Олександра Іноземцев за мотивами Миколи Гоголя (реж. Олександр Іноземцев, Полтавський академічний обласний театр ляльок)

- 21 листопада —
  - „Дон Жуан vs Донна Анна“ за Лесєю Українкою, Мольєром та Олександром Пушкіним (реж. Микола Яремків, Київський академічний театр юного глядача на Липках)

- 22 листопада —
  - „Песочные сочные сны“ поетична фантазія Інни Бєлікової (реж. Артур Артімєньев, Дитяча театр-студія „Вишневый сад“ Центру естетичного виховання „Гармонія“ Деснянського району м. Києва)

- 23 листопада —
  - „Підступність і кохання“ за трагедією Фрідріха Шиллера (реж. Еліас Перріг (Німеччина), Національний академічний театр російської драми імені Лесі Українки)[143]

- 24 листопада —
  - „Гульвіса“ за п'єсою „Розпусник[fr]“ Еріка-Емманюеля Шмітта (реж. Ігор Грінберг, Київський академічний театр драми і комедії на лівому березі Дніпра)[121][125]
  - „Людвіг XIV“ Яна Екгольма (реж. Анастасія Вервейко, Київський академічний театр юного глядача на Липках)
  - „Невчасно“ Лани Ра (реж. Анастасія Кузик, Чернігівський обласний академічний український музично-драматичний театр імені Тараса Шевченка)
  - „Невчасно“ Лани Ра (реж. Оксана Стринадюк, Театр „Соломія“, м. Коломия)

- 29 листопада —
  - „The Crucible / Тяжкі випробування“ Артура Міллера (реж. Анастасія Сосіс, Київський академічний Молодий театр) (вистава англійською мовою)
  - „Жінко, сядь“ (похідна версія назви — „Юля сядь“) за п'єсою „Любов сильніша“ Наталі Блок (реж. Юлія Мороз, Дикий Театр, м. Київ)[143][144]
  - „Перехресні стежки“ Івана Франка (реж. Іван Уривський, Львівський академічний театр імені Леся Курбаса)[145]

Грудень
- 1 грудня —
  - „Річард III“ за мотивами однойменної п'єси Вільяма Шекспіра (реж. Корнелія Кромбгольц (Німеччина), Київський академічний театр «Золоті ворота»)[143]

- 2 грудня —
  - „Каїн XVIII“ Євгена Шварца (реж. Володимир Кудлінський, Київський академічний драматичний театр на Подолі)[146]

- 6 грудня —
  - „Тім Талер, або Проданий сміх“ за однойменним романом Джеймса Крюса (реж. Лариса Діденко, Перший театр, м. Львів)[147]

- 7 грудня —
  - „Номери“ Олега Сенцова (реж. Тамара Трунова, Незалежний проєкт)[125][143][148]

- 11 грудня —
  - „Мамо, де ти?“ (все за Фрейдом) Каліна Ілієва (реж. Явор Дімов Бінєв, Болгарія), Київський академічний театр «Колесо»)[149][150]

- 14 грудня —
  - „Конотопська відьма“ мюзикл за мотивами однойменної повісті Григорія Квітки-Основ'яненка (реж. Георгій Ковтун, Одеський академічний український музично-драматичний театр імені В. Василька)

- 18 грудня —
  - „Лускунчик“ І. Дубровської за казкою Ернста Гофмана (реж. Ігор Мирошниченко, Харківський державний академічний театр ляльок імені В. А. Афанасьєва)
  - „Як слон Хортон висиджував яйце“ музична казка за мотивами однойменного твору Доктора Сьюза (реж. Назарій Паніва, Івано-Франківський академічний обласний музично-драматичний театр імені Івана Франка)

- 19 грудня —
  - „Аліса в країні див“ за мотивами однойменного твору Льюїса Керрола (реж. Яна Титаренко, Миколаївський обласний театр ляльок)[151]
  - „Насправді Дід Мороз існує“ Влада Могилата (реж. Влад Могилат, Полтавський академічний обласний театр ляльок)
  - „Снігова королева“ (реж. Дмитро Гусаков, Хмельницький обласний український музично-драматичний театр ім. Михайла Старицького)
  - „Стара актриса“ за п'єсою „Стара актриса на роль жінки Достоєвського“ Едварда Радзинського (реж. Юрій Лізенгевич, Київська академічна майстерня театрального мистецтва «Сузір'я», мікросцена)

- 21 грудня —
  - „Карлик Ніс“ А. Колеснікова за мотивами одноіменної казки Вільгельма Гауффа (реж. Леонід Попов, Київський державний академічний театр ляльок)
  - „Красуня і Чудовисько“ за мотивами казки Шарля Перро (реж. Артемій Аніщенко, Сумський обласний академічний театр драми та музичної комедії імені М. С. Щепкіна)[152]
  - „Мауглі“ Тетяни Лещової за Редьярдом Кіплінгом (реж. Олександр Іваненко, Тетяна Лещова, Запорізький академічний обласний український музично-драматичний театр імені Володимира Магара)
  - „Чари свинки нехочухи“ Наталі Сагітової (реж. Наталія Клим, Театр „Соломія“, м. Коломия)

- 22 грудня —
  - „Брехня“ за однойменною п'єсою Володимира Винниченка (реж. Анна Козирицька, Київський академічний театр драми і комедії на лівому березі Дніпра)[143][153]
  - „Голіаф“ за мотивами коміксу Тома Голда (реж. Ілля Мощицький, Театр „Мізантроп“)[154]
  - „Єгорка в країні ґудзиків“ Лани Ра, (реж. Віталій Платов Одеський академічний театр музичної комедії імені М. Водяного)
  - „Історія, якій понад 2000 років“ Богдана Поліщука (реж. Богдан Поліщук, Український малий драматичний театр, м. Київ)

- 25 грудня —
  - „12 стільців“ Тетяни Лещової за одноіменним романом Іллі Ільфа та Євгена Петрова (реж. Тетяна Лещова, Запорізький академічний обласний український музично-драматичний театр імені Володимира Магара)
  - „Вистава, яка буде“ Дар'ї Ковальської, Анастасії Тарханової, Таісії Карась (реж. Дар'я Ковальська, PostPlay театр, м. Київ)
  - „Води Мерліна“ Алена Лесажа (реж. Олександр Мірошниченко, Центр Леся Курбаса спільно з Київським театром-студією „МІСТ“)
  - „Дари волхвів“ Інни Гончарової за новелою О. Генрі (реж. Алєся Ліфантій, Київський театр „Маскам Рад“)
  - „Коріолан“ за однойменною п'єсою Вільяма Шекспіра (реж. Дмитро Богомазов, Національний академічний драматичний театр імені Івана Франка)[121][143]
  - „Різдвяні марева“ (поновлення) за п'єсою „Поки вона помирала“ Надії Птушкіної[ru] (реж. Ірина Дука, Національний академічний театр російської драми імені Лесі Українки)[143]

- 26 грудня —
  - „Ніч перед Різдвом“ Миколи Гоголя (реж. Олександр Жила, Театр «Актор», м. Київ)[155]
  - „Різдвяна рукавичка“ Катерини Лук'яненко за мотивами української народної казки „Рукавичка“ (реж. Катерина Лук'яненко, Київський державний академічний театр ляльок, мала сцена)[156]

- 27 грудня —
  - „Пастка“ Робера Тома (реж. Віталій Новіков, Київський академічний Молодий театр)

- 29 грудня —
  - „Гуцулка Ксеня“ мюзикл Ярослава Барнича (реж. Ростислав Держипільський, Івано-Франківський академічний обласний музично-драматичний театр імені Івана Франка)
  - „Мазепа“ Юліуша Словацького (реж. Федір Стригун, Національний академічний український драматичний театр імені Марії Заньковецької)
  - „Таємниця родини Рейвенскрофт“ за п'єсою „П'ять жар-птиць у маєтку ворона“ Дона Нігро (реж. Олександр Онищенко, „Театр на Чайній“, м. Одеса)

- Без дати:
  - „Short/Чехов“ (реж. ???, Миколаївський академічний художній російський драматичний театр)
  - „Альфа“ (реж. ???, n'Era Dance Group)
  - „Анігіляція“ (реж. Кристина Шишкарьова, хореогр. Ярослав Кайнар, Totem Dance Group)
  - „АРТІЛЬ — Чотири вистави“ (реж. ???, Проєкт „АРТІЛЬ“)
  - „Безталанна, або Безглуздя“ (реж. Анна Матійченко, Львівський молодіжний театр „Мельпомена“)
  - „Біла ворона“ (реж. ???, Вінницький державний академічний музично-драматичний театр імені М. Садовського)
  - „Білосніжка. Диво зимової казки“ (реж. ???, Херсонський академічний обласний театр ляльок)
  - „Бравий вояка Швейк“ (реж. ???, Чернігівський обласний молодіжний театр)
  - „Війни нема…є“ (реж. ???, Дніпровський академічний український музично-драматичний театр імені Тараса Шевченка)
  - „ГУЛ“ (реж. ???, baza.art people)
  - „За казками Ганса Крістіана Анддерсена“ (реж. ???, Театральная майстерня М. Рушковського[ru]) (прем'єра датована 13 січня 2019)
  - „Знайомтесь — Джо Блек, або Смерть бере вихідний“ (реж. ???, Київський академічний обласний музично-драматичний театр імені П. К. Саксаганського)
  - „Іспанська година“ (реж. ???, Оперна студія НМАУ ім. П. І. Чайковського)
  - „Квартет“ (реж. ???, Черкаський академічний театр ляльок)
  - „Китайці“ (реж. ???, Харківський театр „P.S.“)
  - „Кіт у чоботях“ (реж. ???, Дніпровський міський театр ляльок)
  - „МИ“ (реж. ???, baza.dance group)
  - „Невтомний Перетворювач“ (реж. ???, театр „Альтер“, м. Дрогобич)
  - „Обіцяти — не означає одружитися“ (реж. ???, Театральна агенція „ТЕ-АРТ“ (Київ)
  - „Пісня“ (реж. ???, Спільний проєкт „PostPlayТеатру“, „Театру за 2 тижні“ та „Театру Переселенця“)
  - „Пожалел дурак дурочку“ (реж. Ігор Ладенко, Театр „19“, Харків)
  - „Попелюшка та театр тіней“ (реж. ???, Театр тіней „Teulis“)
  - „Про Валибука, Принцесу Небійся та Довгоборо“ (реж. ???, Закарпатський обласний театр ляльок «Бавка»)
  - „Світлі душі“ (реж. ???, Quartet DEKRU)
  - „Сірано де Бержерак“ (реж. ???, Сумський обласний академічний театр драми та музичної комедії імені М. С. Щепкіна)
  - „Тарас“ (реж. ???, Тернопільський академічний обласний драматичний театр ім. Т. Г. Шевченка)
  - „Тіні забутих предків“ (реж. ???, Запорізький муніципальний театр танцю)
  - „Чай з м'ятою чи з лимоном?“ Даніеля Наварро та Патріка Одекера (реж. ???, „Чесний театр“, м. Київ)
  - „Чарівна стежина“ (реж. ???, Чернігівський обласний театр ляльок імені Олександра Довженка)
  - „Час“ (вистава-променад) (реж. Поліна Бараніченко, Компанія „U!Zahvati“)[157]

## Фестивалі
- 11 — 14 січня — Різдвяний фестиваль — 2018 (м. Одеса, Одеський національний академічний театр опери та балету)[158]
- 24 — 25 лютого — I англомовний театральний фестиваль PRO.ACT FEST (м. Київ, англомовний театр-студія „ProEnglish Theatre“)[159]
- 15 — 26 березня — XXVI Регіональний театральний фестиваль „Січеславна“ (м. Дніпро, м. Запоріжжя)[160][161]
  - „Надія Січеславни-2018“:
    - Краща жіноча роль — Юлія Пахаян (за роль Аліси у виставі „Аліса в Задзеркаллі“ Л.Керрола (реж. Сергій Бєльський) та за роль Молодої особи у виставі „Спокушеніспрагою“ (автор ідеї та режисер О. Бєльський), Криворізький академічний театр музично-пластичних мистецтв „Академія Руху“)
    - Максим Монастирський (за роль Миколи у виставі „Наталка Полтавка“ І. Котляревського, реж. С. Чулков, Академічний музично-драматичний театр ім. Лесі Українки, м. Кам'янське)
    - Краща хореографія — Ольга Тихоненко, за пластичне рішення вистав Дніпровського телетеатру „Хочеш, анекдот розкажу?“ Л. Бугадзе та „Скажена голубка“ Т. Іващенко (реж. Л. Колосович)

  - „Січеславна-2018“:
    - Краща жіноча роль другого плану — Наталя Фетисова (за ролі Мешканки казкового села, Кози та Лисиці у виставі „Коза-Дереза“ за мотивами української народної казки, реж. Р. Гребенюк), Дніпровський театр ляльок)
    - Краща чоловіча роль другого плану — Сергій Цевельов (за роль Євгена у виставі „Танго“ С. Мрожека, реж. Геннадій Фортус), Запорізький академічний театр юного глядача)
    - Краща жіноча роль — Марія Фішелевич (за роль Елі у виставі „Безумная Элли и Великий обманщик“ А. Івасіха, реж Андрій Івасіх, Криворізький театр драми та музичної комедії імені Т. Г. Шевченка)
    - Краща чоловіча роль — Ігор Томілов (за роль Тев'є у виставі „Скрипаль на даху“ за п'єсою Г. Горіна „Поминальна молитва“, реж. В. Назаров, Дніпровський академічний український музично-драматичний театр імені Тараса Шевченка)
    - Краща сценографія — Наталя Пекун-Ступакова, за сценографію вистави „З коханням не жартують“ за мотивами В. Шекспіра „Сон у літню ніч“, реж. А. Романов, Запорізького муніципального театру танцю)
    - Краща режисерська робота:
      - Варвара Вороніна („Порцеляновий кролик“ Дніпровського драматичного молодіжного театру „Віримо!“)
      - Людмила Колосович („Хочеш, анекдот розкажу?“ Л. Бугадзе та „Скажена голубка“ Т. Іващенко, Дніпровський телетеатр)

    - Гран-Прі
      - вистава для дітей — „Аліса в Задзеркаллі“ Л.Керрола, реж. Сергій Бєльський, балетмейстер Н. Бєльська (Криворізький академічний театр музично-пластичних мистецтв „Академія Руху“)
      - вистава для дорослих — „На краю света“ М. Лєскова, реж. В. Петренко (Дніпровський драматичний молодіжний театр „Віримо!“)
- 21 — 31 березня — VI всеукраїнський театральний фестиваль „Чеховфест“ (Суми)[162]
- 26 березня — III медійна театральна премія „Дзеркало сцени — 2018“ (Кращі роботи молодих акторів у київських виставах 2017 року — вік акторів — до 30 років)[163]
  - Акторський ансамбль вистави „12 ніч, або що захочете“ (реж. Дмитро Богомазов, Київський театр на лівому березі): Макар Тихомиров, Марія Заниборщ, Анастасія Пустовіт, Христина Люба, Олександр Рудинський, Павло Шпегун, Олександр Коваль, Олександр Бегма, Михайло Дадалев, Євген Григор'єв, Олександр Боднар, Артем Шемет, Максим Кириченко, Борис Савенко, Ганна Павлик, Олег Гоцуляк
- 27 березня — XXVI церемонія вручення нагород театральної премії „Київська пектораль“[164]
  - Найкраща драматична вистава — „Життя попереду“ (реж. Дмитро Богомазов, Київський театр на лівому березі)
  - Найкраща режисерська робота — Дмитро Богомазов (вистава „Життя попереду“ Київський театр на лівому березі)
  - Найкраща вистава камерної сцени — „12 ніч, або що захочете“ (реж. Дмитро Богомазов, Київський театр на лівому березі)
  - Найкращий режисерський дебют — Анна Огій (вистава „Холодна м'ята“, Український малий драматичний театр)
  - Найкраща сценографія — Сергій Маслобойщиков (вистава „За двома зайцями“, Національна опера України)
  - Найкраще виконання чоловічої ролі — Лев Сомов (за роль Мадам Рози у виставі „Життя попереду“, Київський театр на лівому березі)
  - Найкраще виконання жіночої ролі — Анжеліка Савченко (за роль Патріції Хольман у виставі „Три товариші“, Національний театр ім. Франка)
  - Найкраще виконання чоловічої ролі другого плану — Антон Соловей (за роль Юрасіка та Альберта у виставі „Тату, ти мене любив?“, Театр „Золоті Ворота“)
  - Найкраще виконання жіночої ролі другого плану — Катерина Кістень (за роль Жінки у виставі „Двоє бідних румунів, що розмовляють польською“, Новий драматичний театр на Печерську)
  - Найкращий акторський дебют — Вікторія Муштей (за роль Марлі у виставі „Бійцівський клуб“, Театр «Актор»)
  - Найкраща музична вистава — „Богема“ (режисер Віталій Пальчиков, Театр опери та балету для дітей та юнацтва)
  - Найкраще пластичне вирішення вистави — Віктор Литвинов (вистава „За двома зайцями“, Національна опера України)
  - Найкраща музична концепція вистави — Олександр Бегма (вистави „Життя попереду“, „12 ніч, або що захочете“, Київський театр на лівому березі та „Примари“ Київська майстерня театрального мистецтва „Сузір'я“)
  - За вагомий внесок у розвиток театрального мистецтва — Лариса Кадочникова
  - Подія року (за дієву опіку театральним мистецтвом України) — В'ячеслав Москалевський
  - Спеціальна премія (за підтримку та розвиток театрального мистецтва) — Публічна бібліотека ім. Лесі Українки для дорослих м. Києва
  - Кращий народний театр — Народний театр „Арсенал“ Центру художньої та технічної творчості „Печерськ“
- 27 березня — 1 квітня — Х Всеукраїнський театральний фестиваль „В гостях у Гоголя“ (м. Полтава, Полтавський академічний обласний український музично-драматичний театр імені Миколи Гоголя)[165]
- 29 — 30 березня — VIII фестиваль дитячих лялькових колективів „Березневі сходинки“ (м. Рівне, Рівненський академічний обласний театр ляльок)[166]
- 13 — 18 квітня — II Відкритий театральний фестиваль української драматургії „Дніпро. Театр.UA“ (м. Дніпро)[167]
- 18 — 20 квітня — I театральний фестиваль для дітей та молоді „На крилах мрій“ (м. Чернігів, Чернігівський обласний академічний український музично-драматичний театр імені Тараса Шевченка)[168][169]
- 23 — 30 квітня — ІІ-й відкритий фестиваль камерного театрального мистецтва „Під цвітом сакури“ (м. Ужгород, мала сцена Закарпатьського обласного українського музично-драматичного театру ім. братів Шерегеїв)[170]
- 27 квітня — Фестиваль сучасної української драматургії „Нова п'єса“ (м. Київ)[171]
- 27 квітня — 1 травня — Міжнародний фестиваль ГОГОЛЬFEST STARTUP-2018 (м. Маріуполь)[172]
- 4 — 6 травня — VI 6-й мистецький фестиваль „Ї“ (м. Тернопіль)[173]
- 4 — 6 травня — Міжнародний фестиваль країн Карпатського регіону „Карпатський простір“ (м. Івано-Франківськ)[174][175]
- 12 — 13 травня — II Фестиваль украинского аматорского театра „День театру“ (м. Київ)[176]
- 17 — 27 травня — ХХ Міжнародний театральний фестиваль „Мельпомена Таврії“ (м. Херсон, Херсонський обласний музично-драматичний театр ім. М. Куліша; м. Миколаїв, Миколаївський академічний український театр драми і музичної комедії)[177]
- 20 — 26 травня — XIX театральний фестиваль „Етно-Діа-Сфера“ (м. Мукачево, Мукачівський драматичний театр)[178]
- 23 травня — Мистецька премія «Київ» у галузі театрального мистецтва — Мистецька премія „Київ“ імені Амвросія Бучми[179]
  - Вергелес Олег Анатолійович — театральний критик, публіцист, заслужений журналіст України, член Національної спілки театральних діячів України, член Національної спілки журналістів України — за книги „Українська драма. Епізоди“ (2016 рік), „Театр, де розбиваються серця“ (2017 рік).
- 25 — 27 травня — XIII фестиваль-конкурс самодіяльних аматорських колективів „Київська театральна весна“[180]
  - Гран-Прі — вистава „Мавка“ за мотивами п'єси Лесі Українки „Лісова пісня“ Народного театру-студії „Данко“ (Papasony) Центру художньої творчості Відкритого Міжнародного університету розвитку людини „Україна“ (реж. Андрій Лелюх)
  - Найкращий режисер — Аліна Чуєшова, постановник вистави „Зграя“ Народного театру „Асорті“ театрально-естрадної студії „Теларії“ палацу культури „Дарниця“
  - Найкращий акторський ансамбль — вистава „Вінні-Пух та його друзі“ за Аланом Мілном Артпроєкт „Сонячний промінь“ Народного театру-студії „Паростки“ спілки матерів розумово відсталих інвалідів Оболонського району міста Києва (реж. Віталій Любота)
  - Найкраще виконання чоловічої ролі — Володимир Ларьков (Чубуков/Артуро у виставі „Пропоную вам рискнути“ за Антоном Чеховим та Едуардо Де Філіппо Народного студентського театру-студії „Райдо“ Київського державного університету інфраструктури і технологій (реж. Юрій Сушко)
  - Найкраще виконання жіночої ролі — Ольга Костенко (Килина у виставі „Мавка“ Народного театру-студії „Данко“)
- 28 — 29 травня — Всеукраїнський конкурс професійних читців імені Івана Франка — 2018 (м. Київ)[181]
- 9 — 10 червня — VI Міжнародний музичний фестиваль оперети, опери та мюзиклу „О-Фест“ (м. Буча, Київ)[182][183]
- 13 — 17 червня — Міжнародний фестиваль актуального мистецтва „Porto Franko“ (м. Івано-Франківськ)[184]
  - Слоган Porto Franko 2018 — „Порт Франківськ — турбіна сучасного мистецтва України“
- 18 — 24 червня — II Міжнародний театральний фестиваль камерних вистав Andriyivsky Fest (м. Київ, театр „Колесо“)[185]
- 19 — 23 червня — III Міжнародний театральний фестиваль моновистав „Чернігівське відлуння–3“ (м. Чернігів, Чернігівський обласний академічний український музично-драматичний театр імені Тараса Шевченка)[186]
- 22 червня — 3 липня — XXIII Всеукраїнський фестиваль театрального мистецтва „Від Гіпаніса до Борисфена“ (м. Очаків, Миколаївська область)[187]
  - Гран-прі:
    - Дитячий театр „Чудеса в решете“ (м. Пісочин, Харківська область; реж. Наталія Устінова. Номінація „Дитячий театр“);
    - Молодіжний театр-студія „Маски“ (м. Дніпро, Дніпропетровська область; реж. Ігор Трахт);
    - Семенівський народний театр (Благодатненська ОТГ, Миколаївська область; реж. Наталія Давиденко).

  - І місце:
    - Театрально-естрадна студія „Теларії“ (м. Київ; реж. Аліна Чуєшова. Номінація „Дитячий театр“);
    - Дитячий театр „Чудеса в решете“ група „Парное молоко“ (м. Пісочин Харківська область; реж. Наталія Устінова);
    - Театральна студія „Акцент“ (м. Нова Каховка, Херсонська область; реж. Олександр Голубєв. Номінація „Дитячий театр“);
    - Народний молодіжний театр „Парадокс“ (м. Миколаїв, Миколаївська область; реж. Лілія Гупало. Номінація „Молодіжний театр“);
    - Театральний колектив „Куліска“ (м. Київ; реж. Наталя Селяк);
    - Молодіжна студія муніципального театру „Березіль“ (м. Бориспіль, Київська область; реж. Світлана Бевз);
    - Дитячо-юнацька театральна студія „Ну й дітки“ (випускники) (м. Полтава, Полтавська область; реж. Лада Лабзова).
- 1 — 3 липня — IV Міжнародний фестиваль театрів ляльок „І люди, і ляльки“ (м. Львів, Львівський театр естрадних мініатюр „І люди, і ляльки“)[188][189]
- 22 — 27 серпня — IX-й Міжнародний театрально-дизайнерський фестиваль „Живи“ (м. Харків)[190]
- 25 — 26 серпня — VI Міжнародний фестиваль драматургії та витончених мистецтв „Амплуа“ (м. Коломия)[191]
- 29 серпня — 2 вересня — ІІ Національний мистецький фестиваль „Кропивницький“ (м. Кропивницький)[192][193]
- 29 серпня — 9 вересня — IV фестиваль мистецтв „Оксамитовий сезон в Одеській опері“ (м. Одеса, Одеський національний академічний театр опери та балету)[194]
- 7 — 9 вересня — Театральний фестиваль під відкритим небом „Кіт Ґаватовича“ (м. Львів, Стрийський парк)[195][196][197]
- 8 — 12 вересня — II Київський міжнародний фестиваль театрів ляльок „pUPpet“ (м. Київ, Київський державний академічний театр ляльок)[198][199]
  - Спеціальна нагорода журі „За спробу втілення важливих соціальних проблем засобами виразності театру ляльок“ — вистава „ОНІ“ (Білостоцький театр ляльок, Польща)
  - Краще музичне оформлення — вистава „Кіт, що гуляє сам по собі“ (Театр анімаційного мистецтва Т. А.М., Київ)
  - Краща акторська робота (три рівнозначні номінації):
    - Джуліо Сеттімо за ролі Цуценятка Соні та її Господаря, вистава „Маленькі історії неслухняної Соні“ (Міський театр „Зорін Дом“, Карловаць, Хорватія)
    - Кріс Мігель за моновиставу „Карменсіта“ (театр „Кріс Мігель“, Сан-Пауло, Бразилія)
    - Ірен Глонті, Маріне Булешвілі, Кетеван Самхарадзе, Софо Цинцадзе за актоський ансамбль у виставі „Лист до Джеральдіни“ (Батумський професійний державний театр ляльок та юного глядача, Грузія)

  - Краща сценографія — вистава „Василина“ Тернопільський академічний обласний театр актора і ляльки, (Україна)
  - Краща режисура — вистава „Гусак, смерть і тюльпан“ (Люблянський театр ляльок, (Словенія)
  - Гран-прі фестивалю (краща вистава для дітей) — „Як було винайдено політ“ (Театр юного глядача, Новий Сад, Сербія)
  - Гран-прі (краща вистава для дорослих) — „Інтерв'ю з відьмами“ (Одеський обласний театр ляльок, (Україна)[200]
- 9 — 16 вересня — Всеукраїнський театральний фестиваль „Коломийські представлення“ (м. Коломия, Коломийський академічний обласний український драматичний театр імені Івана Озаркевича)[201]
- 16 — 23 вересня — XVI Всеукраїнський фестиваль молодої режисури „Тернопільські театральні вечори. Дебют“ (м. Тернопіль)[202]
- 21 — 30 вересня — V фестиваль театру за межами театру „Мандрівний вішак“ (м. Луцьк)
- 22 — 26 вересня — І Міжнародний фестиваль моновистав „Монологи над Ужем“ (м. Ужгород)
- 23 — 30 вересня — I Всеукраїнський фестиваль театрального мистецтва „СвітОгляд“ (м. Сєвєродонецьк, Луганський обласний академічний український музично-драматичний театр)[7][203][204]
- 27 вересня — 1 жовтня — IV міжнародний театральний фестиваль Традиції „Древо“ (м. Львів)
- 29 вересня — 7 жовтня — Фестиваль „Золотий лев“ (м. Львів)[205]
- 4 — 9 жовтня — XV Міжнародний театральний фестиваль жіночих монодрам „Марія“ (м. Київ, Камерна сцена ім. Сергія Данченка Національного академічного драматичного театру ім. І. Франка)[206]
- 5 — 7 жовтня — I Фестиваль сценографії і сценічного костюму Lviv Quadriennale of Scenography (м. Львів)[207][208]
- 12 — 13 жовтня — Taking the stage 2018 (Британська Рада в Україні)[209][210][211]
  - Онлайн-трансляція. Частина 1
  - Онлайн-трансляція. Частина 2
- 21 — 31 жовтня — XIII фестиваль комедії „Золоті оплески Буковини“ (м. Чернівці, Чернівецький музично-драматичний театр імені Ольги Кобилянської)
- 22 — 24 жовтня — III Міжнародний фестиваль театрів ляльок „Dnipro Puppet Fest“ (м. Дніпро)[212]
- 22 — 26 жовтня — XIII Відкритого фестивалю недержавних театрів „Курбалесія“ (м. Харків)
- 22 — 27 жовтня — II театральний фестиваль—лабораторія—конкурс новаторських вистав молодіжних театрів України „Мукачівський ТеаТрон“ (м. Мукачево, Мукачівський драматичний театр)
  - Гран-Прі — вистава „Бог різанини“ Я. Рези Нового драматичного театру на Печерську (реж. Ольга Ларіна та Денис Мартинов)
  - Найкраща режисерська робота — вистава „Наташина мрія“ Я. Пуліновича театру „Золоті ворота“ (реж. Стас Жирков)
  - Найкраща жіноча роль — Ірина Ткаченко (роль Наташи у виставі „Наташина мрія“ Я. Пуліновича театр „Золоті ворота“)
  - Найкраща чоловіча роль — Андрій Сторожик (роль Освальда у виставі „Привіди“ Г. Ібсена, незалежний проєкт „Театральна біржа“)
- 23 — 27 жовтня — XI Міжнародний юнацько-молодіжний театральний фестиваль аматорських колективів „ЛіхтАРТ“ (м. Рівне)
- 26 — 29 жовтня — VI Міжнародний фестиваль драматургії та витончених мистецтв „Амплуа“ (м. Київ)
- 16 — 17 листопада — V Всеукраїнський конкурс молодих акторів імені Оксани Затварської (м. Івано-Франківськ)
- 17 — 18 листопада — Мультидисциплінарний фестиваль-альтернатива Air Гогольfest (м. Вінниця)[213]
- 24 — 30 листопада — I Всеукраїнський театральний фестиваль-премія „GRA“ (м. Київ)[8][214]

- - Шорт-лист фестивалю-премії „ГРА“:
    - Найкраща вистава для дітей
      - „Коза-Дереза“ Дніпровського міського театру ляльок „Театр актора і ляльки“
      - „Ангелик, що загубив зірку“ (Чернігівський обласний театр ляльок імені Олександра Довженка)

    - Найкраща експериментально-пошукова вистава
      - „Гамлет“ (Івано-Франківський академічний обласний музично-драматичний театр імені Івана Франка)
      - „Під небом синім“ (Київський національний академічний театр оперети)

    - Найкраща хореографічна/балетна/пластична вистава
      - „Спокушені спрагою“ (Криворізький театр музично-пластичних мистецтв «Академія руху»)

    - Найкраща музична вистава у жанрі опери/оперети/мюзиклу
      - „Дідона та Еней“ Громадської організації „Open Opera Ukraine“
      - „Біла ворона“ (Миколаївський академічний український театр драми і музичної комедії)

    - Найкраща вистава камерної сцени
      - „Віталік“ (Дикий Театр)
      - „Тату, ти мене любив?“ (Київський експериментальний театр „Золоті ворота“)

    - Найкраща драматична вистава
      - „RH+“ (Закарпатський обласной угорський драматичний театр (м. Берегове)
      - „Уявний хворий“ (Харківський державний академічний театр ляльок імені В. А. Афанасьєва)
      - „Вій. Докудрама“ (Чернігівський обласний академічний український музично-драматичний театр імені Тараса Шевченка)

- - Переможці фестивалю-премії „ГРА“:[215]
    - Найкраща вистава для дітей — „Ангелик, що загубив зірку“ Нелі Шейко-Медведевої (Чернігівський обласний театр ляльок імені Олександра Довженка, реж. Віталій Гольцов)
    - Найкраща експериментально-пошукова вистава — „Гамлет“, неоОпера-жах за В. Шекспіром (Івано-Франківський академічний обласний музично-драматичний театр імені Івана Франка, реж. Ростислав Держипільський)
    - Найкраща вистава камерної сцени — „Віталік“, Віталія Ченського (Дикий Театр, реж. Максим Голенко)
    - Найкраща пластична/хореографічна вистава — рішенням журі не присуджували
    - Найкраща музична вистава — „Дідона та Еней“ Г. Персела (Громадської організації „Open Opera Ukraine“, реж. Тамара Трунова)
    - Найкраща драматична вистава — „Вій. Докудрама“ Наталії Ворожбит (Чернігівський обласний академічний український музично-драматичний театр імені Тараса Шевченка, реж. Андрій Бакіров)
    - Особливу відзнаку журі — вистава „Тату, ти мене любив?“ за Д. Богословським (Київський експериментальний театр „Золоті ворота“, реж. Стас Жирков)
    - Окреме рішення журі — відзнака Олександри Студзінської за виконання ролі Жанни Д'Арк у рок-опері „Біла ворона“ Г. Татарченка — Ю. Рибчинського (Миколаївський академічний український театр драми і музичної комедії, реж. Максим Голенко)
- 13 — 16 грудня — Всеукраїнський фестиваль недержавних театрів „Відкрита сцена“ (м. Київ)[216]
- 14 — 16 грудня — Фестиваль швидкої драми „Мовчання — не золото“ (м. Київ)[217][218]

## Нагороди
- Премія імені Леся Курбаса — Бакіров Андрій Рінатович — заслужений артист України — за постановку вистави „Вій. Докудрама“ Наталі Ворожбит за мотивами повісті М. Гоголя в Чернігівському обласному академічному українському музично-драматичному театрі імені Т. Г. Шевченка[219][220]
- Мистецька премія «Київ» (у галузі театрального мистецтва — мистецька премія „Київ“ імені Амвросія Бучми) — Вергеліс Олег Анатолійович — театральний критик, публіцист, заслужений журналіст України, член Національної спілки театральних діячів України, член Національної спілки журналістів України — за книжки „Українська драма. Епізоди“ (2016 рік), „Театр, де розбиваються серця“ (2017 рік)[221]
- Премії НСТДУ:
  - Премія „Наш Родовід“ — Фортус Геннадій Вадимович, художній керівник Запорізького академічного обласного театру юного глядача, заслужений діяч мистецтв України
  - Премія імені Мар'яна Крушельницького — Зайнчківський Микола Станіславович, артист драми Черкаського академічного обласного українського музично-драматичного театру ім. Т. Шевченка, заслужений артист України
  - Премія імені Марії Заньковецької — Струннікова Майя Валеріївна, актриса Харківського академічного українського драматичного театру ім. Т. Шевченка, заслужена артистка України
  - Премія імені Миколи Садовського — Андрієнко Олексій Миколайович, директор Полтавського академічного обласного українського музично-драматичного театру ім. М. Гоголя, заслужений працівник культури України
  - Премія імені Сергія Данченка — Богомазов Дмитро Михайлович, головний режисер Київського Національного академічного драматичного театру ім. І. Франка, заслужений діяч мистецтв України
  - Премія імені Віктора Афанасьєва в галузі лялькового театру — Крат Надія Валеріївна, актриса Львівського академічного театру естрадних мініатюр „І люди, і ляльки“
  - Премія імені Панаса Саксаганського[222]— Держипільський Ростислав Любомирович, директор-художній керівник Івано-Франківського академічного обласного музично-драматичного театру ім. І. Франка, народний артист України
  - Премія в галузі театрознавства і театральної критики — Саква Олександр Олександрович, заслужений працівник культури України, театрознавець

## Звання

### Народний артист України

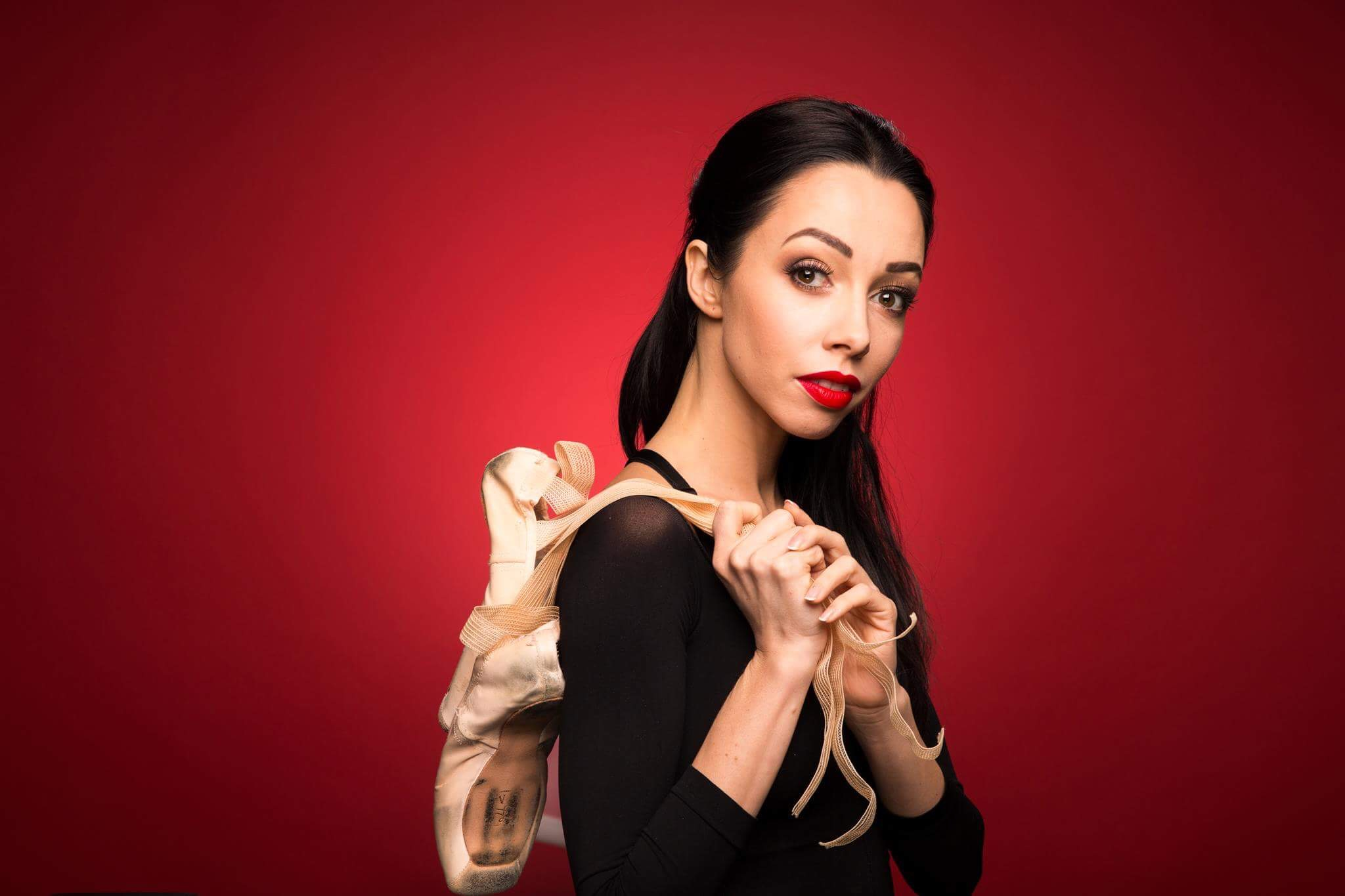
Катерина Кухар

- Вольський Анатолій Миронович — провідний майстер сцени, артист драми Вінницького обласного українського академічного музично-драматичного театру імені М. К. Садовського[223]
- Ганноченко Олександр Павлович — провідний майстер сцени Київського театру драми і комедії на лівому березі Дніпра»[224]
- Гунькін Віктор Володимирович — артист, провідний майстер сцени Дніпропетровського академічного українського музично-драматичного театру імені Т. Шевченка[224]
- Жирко Тарас Володимирович — артист — провідний майстер сцени Національного драматичного театру ім. І. Франка, м. Київ[224]
- Кондратовська Надія Дмитрівна — актриса Національного театру російської драми ім. Л. Українки[225]
- Кухар Катерина Ігорівна — артистка балету — провідний майстер сцени Національного театру опери та балету України ім. Т. Шевченка, м. Київ[224]
- Мала Діана Леонідівна — артистка Одеського академічного українського музично-драматичного театру імені В. С. Василька[223]
- Мамчур Світлана Анатоліївна — солістка опери Львівського національного академічного театру опери та балету імені Соломії Крушельницької[226]
- Сачко Ігор Павлович — актор Тернопільського академічного обласного українського драматичного театру імені Т. Шевченка[227]
- Славинський Ігор Миколайович — режисер-постановник Київського драматичного театру на Подолі"[227]
- Сотникова Альбіна Валеріївна — артистка драми Національного українського драматичного театру ім. М. Заньковецької, м. Львів[227]
- Тягнієнко Михайло Іванович — провідний майстер сцени Харківського російського драматичного театру ім. О. Пушкіна[224]
- Шинкарук Ніна Петрівна — театральна акторка[228]

### Заслужений артист України

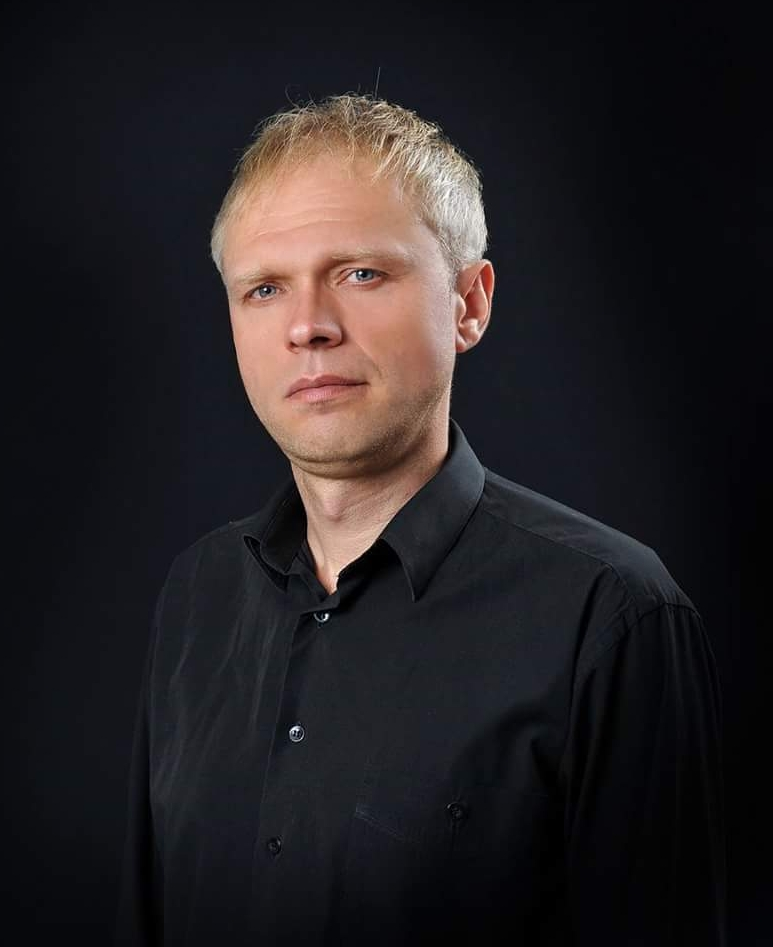
Петро Авраменко

- Авраменко Петро Михайлович — режисер-постановник, актор Житомирського українського музично-драматичного театру ім. І. Кочерги[224]
- Біль Роман Іванович — артист Національного академічного українського драматичного театру імені Марії Заньковецької (м. Львів)[223]
- Буняєв Андрій Володимирович — артист Ніжинського українського драматичного театру ім. М. Коцюбинського[224]
- Георгієвський Борис Володимирович — актор Київського Молодого театру[227]
- Голосняк Володимир Васильович — артист Київської майстерні театрального мистецтва «Сузір'я»[223]
- Гудима Дмитро Леонідович — артист оркестру Національного театру опери та балету України ім. Т. Шевченка, м. Київ[224]
- Демб Марина Михайлівна — артистка драми Житомирського українського музично-драматичного театру ім. І. Кочерги[226]
- Добрянська Олена Олександрівна — артистка балету — провідний майстер сцени Одеського національного театру опери та балету[224]
- Драненко Юрій Валентинович — артист Запорізького академічного обласного театру юного глядача[225]
- Дяк Юрій Іванович — актор Національного театру російської драми ім. Л. Українки, м. Київ[224]
- Жиров Роман Григорович — артист Харківського державного академічного українського драматичного театру імені Т. Г. Шевченка[223]
- Зубков Олексій Михайлович — артист драми Національного драматичного театру ім. І. Франка, м. Київ[225]
- Калінкіна Тамара Костянтинівна — солістка опери Національного театру опери та балету України ім. Т. Шевченка, м. Київ[226]
- Кленіна Наталія Іванівна — актриса Київського Молодого театру[226]
- Козак Андрій Богданович — провідний майстер сцени Львівського театру ім. Л. Курбаса[224]
- Колесникова Любов Степанівна — артистка, провідний майстер сцени Чернігівського обласного українського музично-драматичного театру ім. Т. Шевченка[224]
- Крижанівський Олександр Володимирович — директор — художній керівник Нового драматичного театру на Печерську, м. Київ[224]
- Ладесов Сергій Андрійович — провідний майстер сцени Київського академічного театру «Колесо»[225]
- Лазович Олена Володимирівна — артисткаНового драматичного театру на Печерську, м. Київ[227]
- Лапін Олександр Володимирович — артист-вокаліст, провідний майстер сцени Харківського національного театру опери та балету ім. М. Лисенка[224]
- Левчак Роман Богданович — артист оркестру Національного українського драматичного театру ім. М. Заньковецької, м. Львів[227]
- Липчук Леся Петрівна — артистка драми Національного драматичного театру ім. І. Франка, м. Київ[223]
- Логінов Олександр Борисович — артист драми Національного драматичного театру ім. І. Франка, м. Київ[224]
- Луцький Роман Михайлович — артист драми Івано-Франківського українського музично-драматичного театру ім. І. Франка[224]
- Малінович Оксана Андріївна — актриса Тернопільського українського драматичного театру ім. Т. Шевченка[224]
- Мельник Ірина Іванівна — артистка Київської майстерні театрального мистецтва «Сузір'я»"[227]
- Мельник Сергій Ростиславович — актор Київської академічної майстерні театрального мистецтва «Сузір'я»[225]
- Новикова Руслана Артемівна — артист-ляльковод Житомирського академічного обласного театру ляльок[223]
- Новохатько Вікторія Григорівна — провідний майстер сцени, артистка Полтавського академічного обласного українського музично-драматичного театру імені М. В. Гоголя[223]
- Остапчук Любов Степанівна — артистка драми Вінницького музично-драматичного театру ім. М. Садовського[224]
- Павлюк Дмитро Іванович — соліст опери Одеського національного академічного театру опери та балету[223]
- Перчевська Наталія Миколаївна — артистці драми Національного драматичного театру ім. І. Франка, м. Київ[227]
- Позняк Алла Володимирівна — солістка опери — провідний майстер сцени Національного театру опери та балету України ім. Т. Шевченка, м. Київ[229]
- Полікарпов Вадим Олександрович — артист драми Національного драматичного театру ім. І. Франка, м. Київ[223]
- Поліщук Олексій Олексійович — актор Національного театру російської драми ім. Л. Українки, м. Київ[224]
- Потьомкін Олексій Леонідович — провідний соліст балету Львівського національного театру опери та балету ім. С. Крушельницької[224]
- Приймак Соломія Іванівна — артистка-вокалістка Київського національного академічного театру оперети[223]
- Ребякова Марія Володимирівна — актриса, провідний майстер сцени Черкаського академічного театру ляльок[225]
- Свирдюк Євген Петрович — артист драми Національного драматичного театру ім. І. Франка, м. Київ[229]
- Сікорський Олег Мирославович — артист драми Національного українського драматичного театру ім. М. Заньковецької, м. Львів[224]
- Скубак Сергій Сергійович — соліст опери сцени Національного театру опери та балету України ім. Т. Шевченка", м. Київ[227]
- Стрельченко Михайло Павлович — артист Сумського обласного театру для дітей та юнацтва[224]
- Фортус Олександр Геннадійович — артист Запорізького академічного обласного театру юного глядача[227]
- Цевельов Сергій Геннадійович — провідний майстер сцени Запорізького академічного обласного театру юного глядача[229]
- Цуркан Іван Олександрович — актор Одеського обласного театру ляльок[224]
- Чуприна Тетяна Петрівна — артистка — провідний майстер сцени Херсонського обласного театру ляльок[224]
- Шевченко Анастасія Владиславівна — артистка балету сцени Національного театру опери та балету України ім. Т. Шевченка, м. Київ[227]
- Юрченко Марина Павлівна — провідний майстер сцени Академічного музично-драматичного театру імені Лесі Українки (м. Кам'янське)[223]

## Конкурси на заміщення керівних посад
- 21 лютого — Барановський Микола Васильович, режисер-постановник Київського театру опери та балету для дітей та юнацтва[230]
- 21 лютого — Чулков Сергій Анатолійович, головний режисер Академічного музично-драматичного театру ім. Л. Українки міста Кам'янського[231]
- 23 лютого — Кузмин Олександр Борисович, головний режисер Кіровоградського обласного театру ляльок[232]
- 28 лютого — Поклітару Раду Віталійович, головний балетмейстер театру «Київ модерн-балет»[233]
- 1 березня — Широченко Геннадій Петрович, головний режисер Запорізького театру-лабораторії «VIE»[234]
- 2 березня — Лавренчук Євген Вікторович, головний режисер Одеського національного театру опери та балету[235]
- 2 березня — Литвинов Антон Юрійович, режисер-постановник Одеського національного театру опери та балету[235]
- 5 березня — Захаревич Михайло Васильович, генеральний директор–художній керівник Національного драматичного театру ім. І. Франка[236]
- 4 квітня — Кожевніков Вадим Олександрович, генеральний директор–художній керівник Творчої майстерні «Театр маріонеток»[237]
- 22 травня — Мацяк Андрій Олександрович, генеральний директор–художній керівник Національного українського драматичного театру ім. М. Заньковецької[238][239]
- 21 червня — Лебедь Андрій Сергійович, головний режисер Харківського театру для дітей та юнацтва[240]
- 9 липня — Рева Борис Анатолійович, режисер-постановник Павлоградського драматичного театру ім. Б. Захави[241]
- 17 липня — Ковальчук Андрій Вадимович, директор Хмельницького обласного академічного музично-драматичного театру імені М. Старицького (також на посаду претендували Іван Березовський, Євгенія Пивоварова та Галина Шпулак)[242][243][244]
- Мазаний Сергій Володимирович, директор–художній керівник Дніпровського академічного театру драми і комедії (також на посаду претендували начальник відділу з концертно-гастрольної діяльності обласної філармонії ім. Л. Когана Максим Чернухін та актор театру драми та комедії Олександр Плахтій. Попередній керівник, 81-річний Леонід Фурсенко, на конкурс не подавався, але залишився працювати в театрі)[245][246]
- Пінчук Костянгин Михайлович, директор–художній керівник Дніпропетровського академічного театру опери та балету[245][246]

## Діячі театру

### Померли

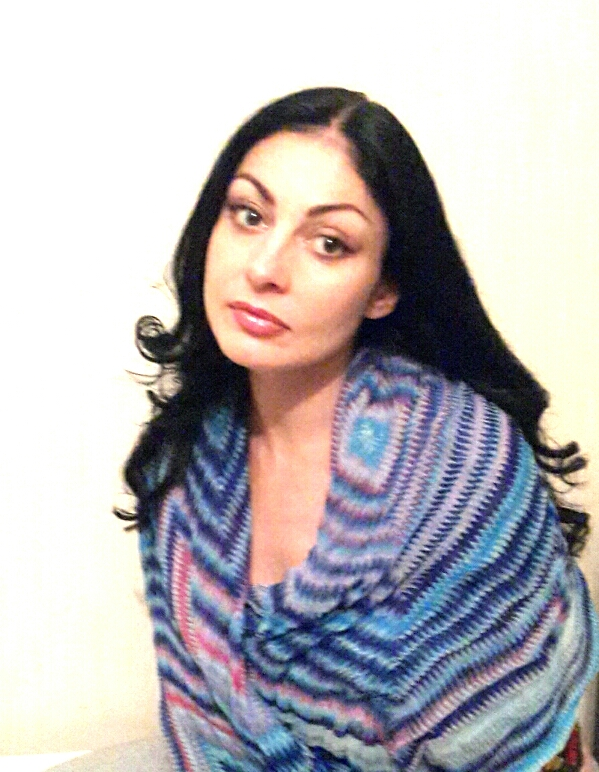
Юлія Волчкова (44)
Олег Треповський (52)
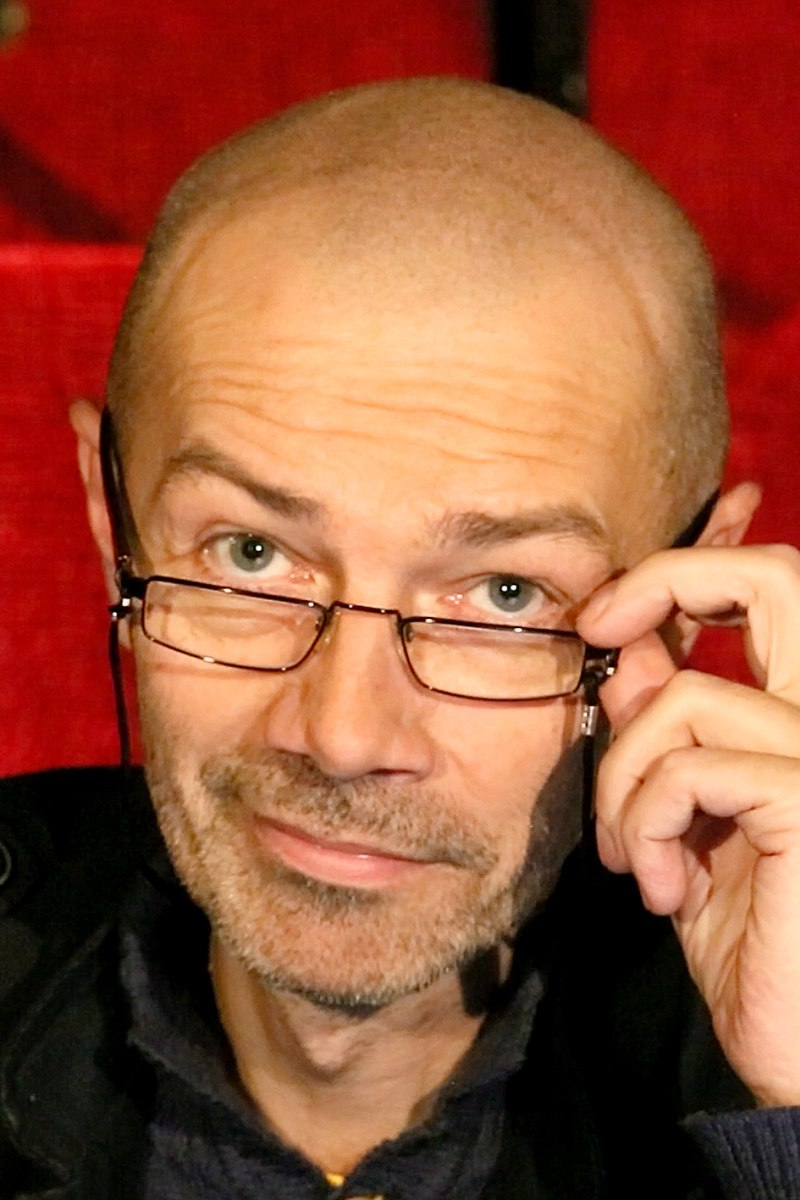
Дмитро Калінін[ru] (52)
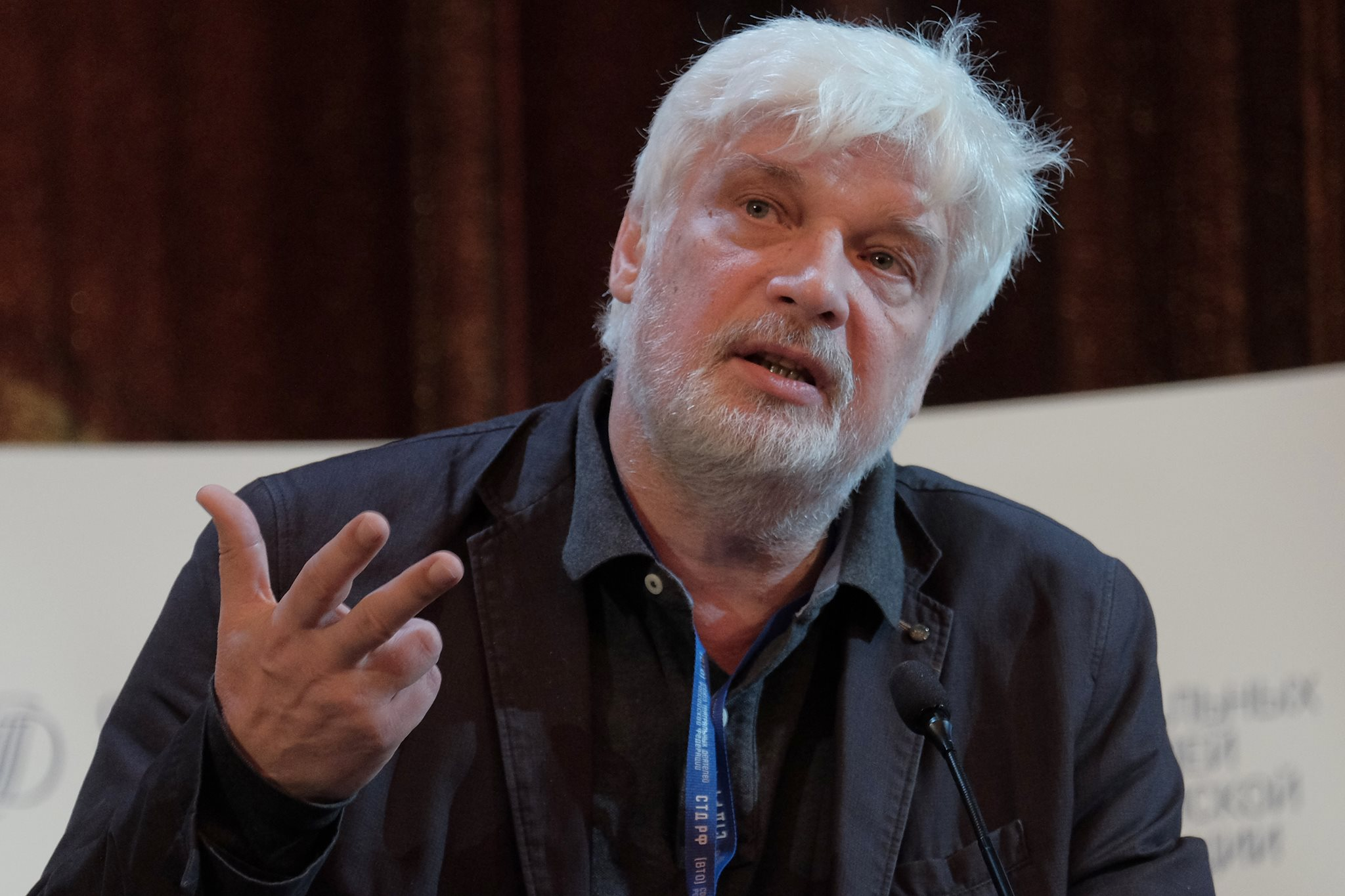
Дмитро Бруснікін (60)
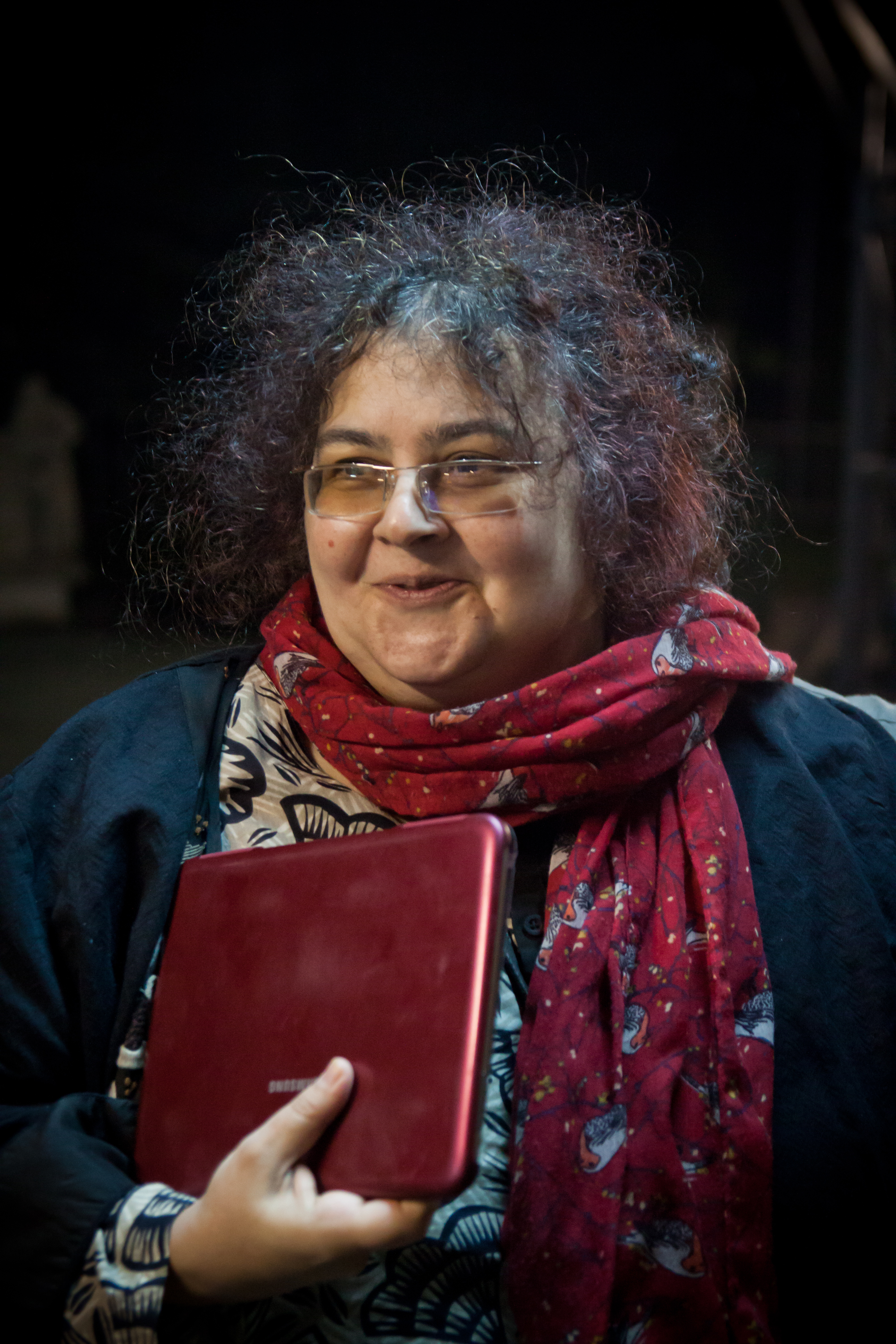
Олена Греміна[ru] (61)
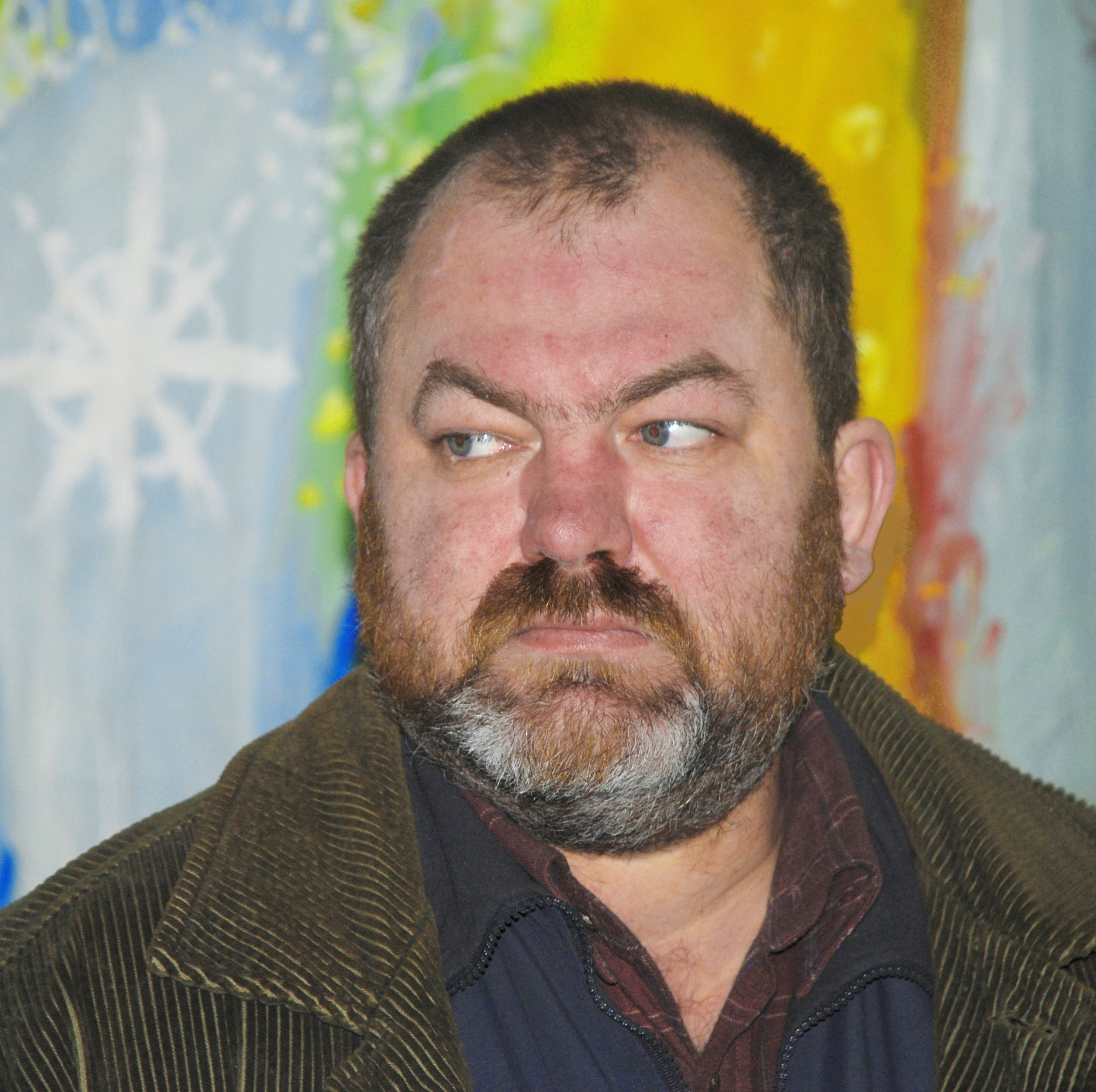
Мирослав Ягода (61)
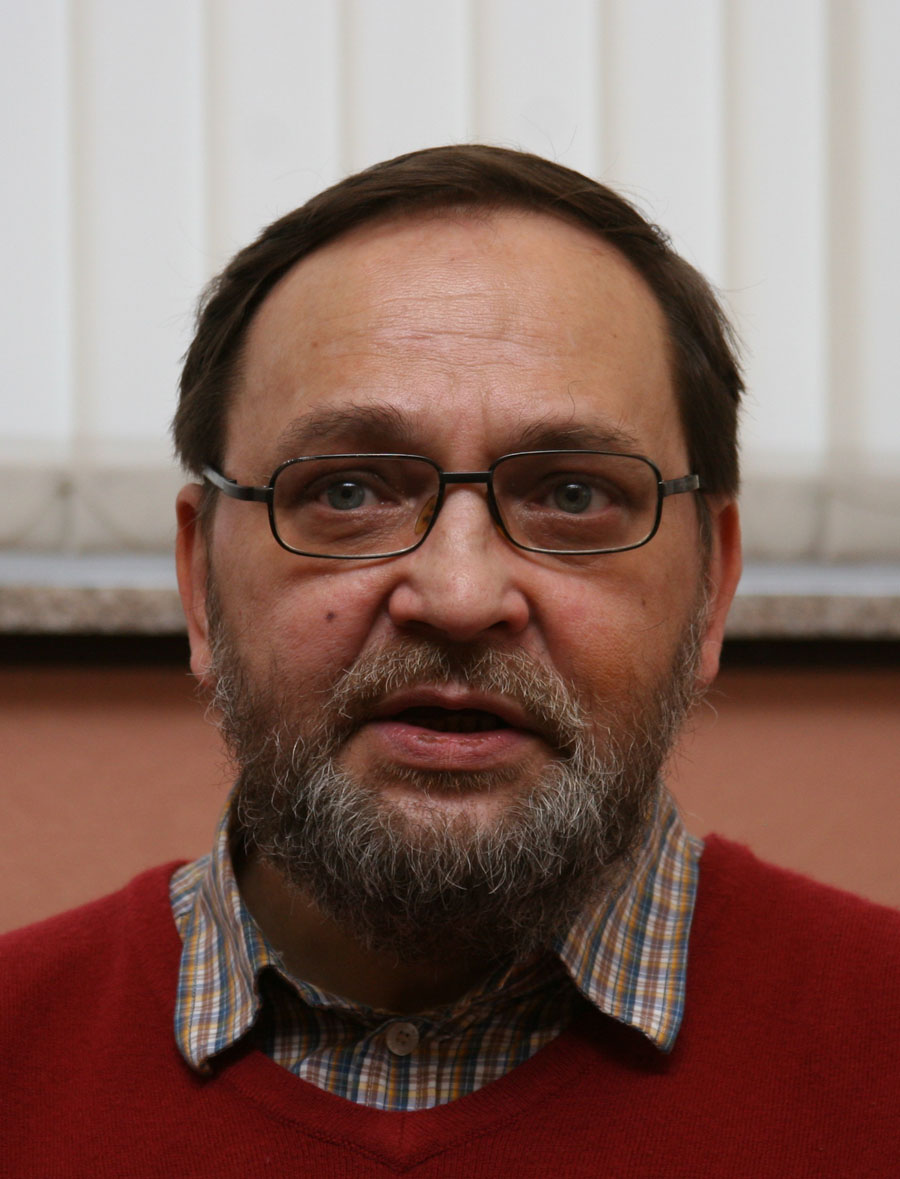
Михайло Угаров (62)
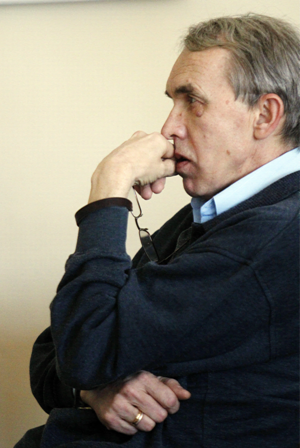
Геннадій Касьянов (65)
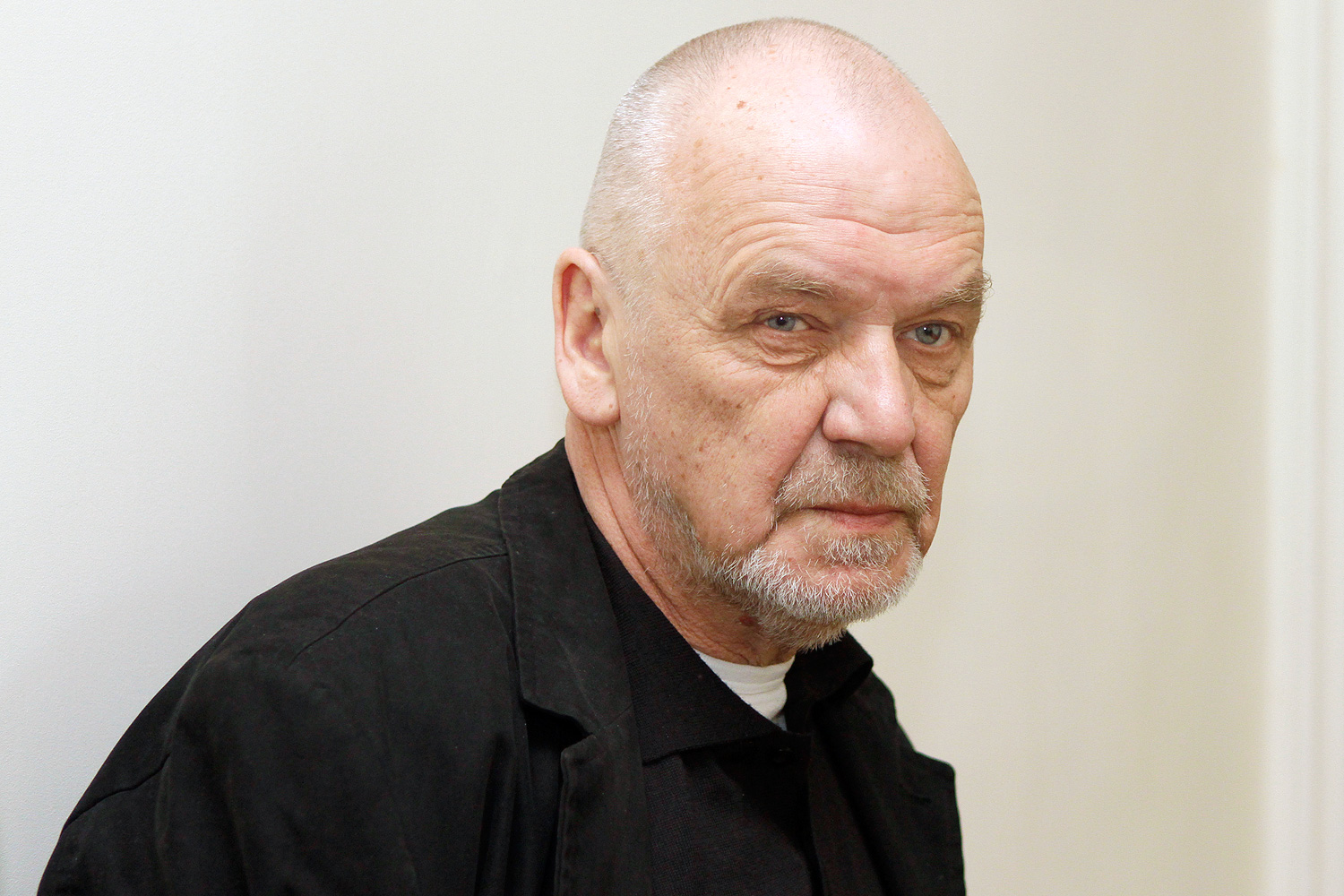
Еймунтас Някрошюс (65)
Ігор Славинський (65)
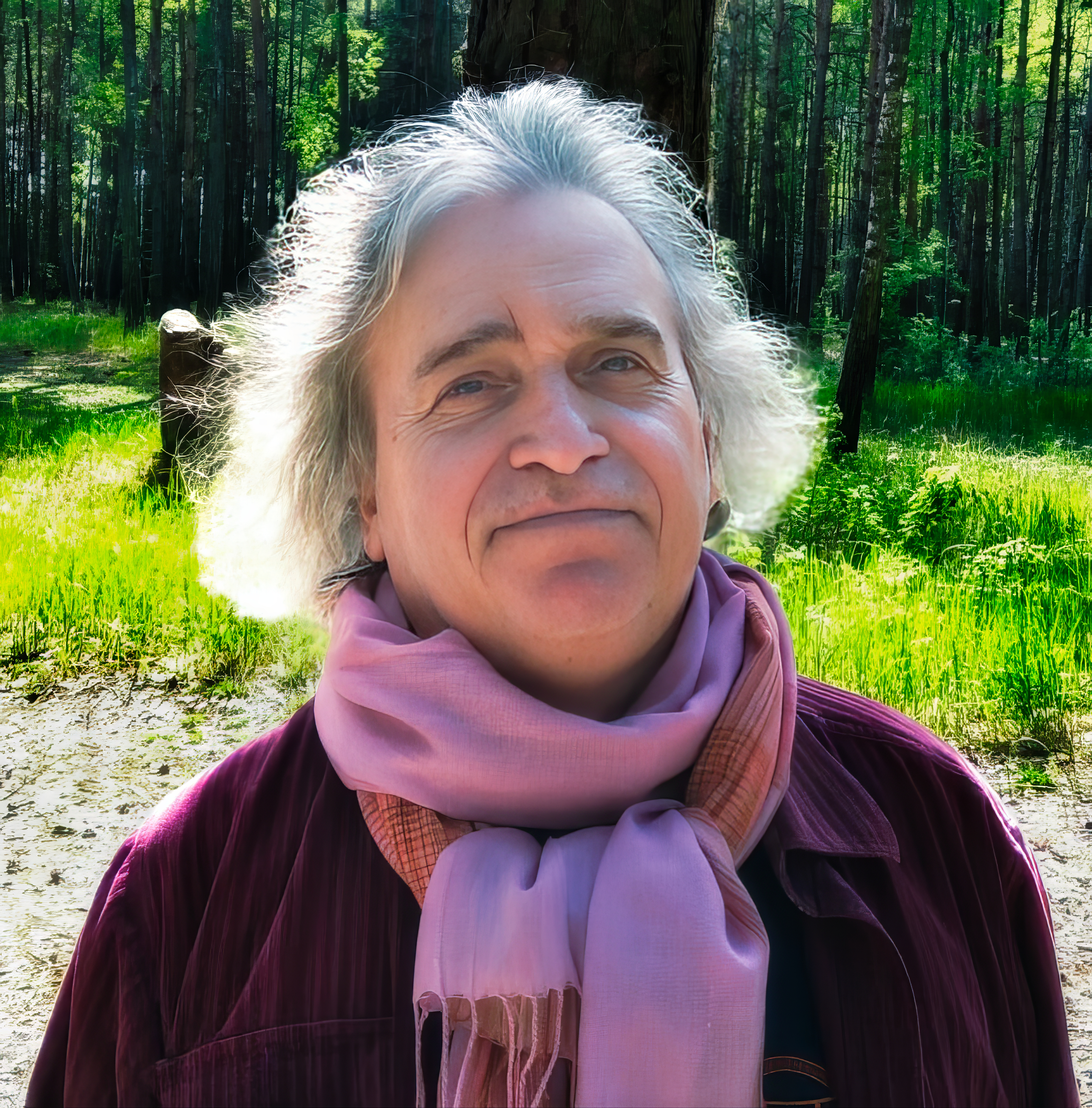
Михайло Шух (65)
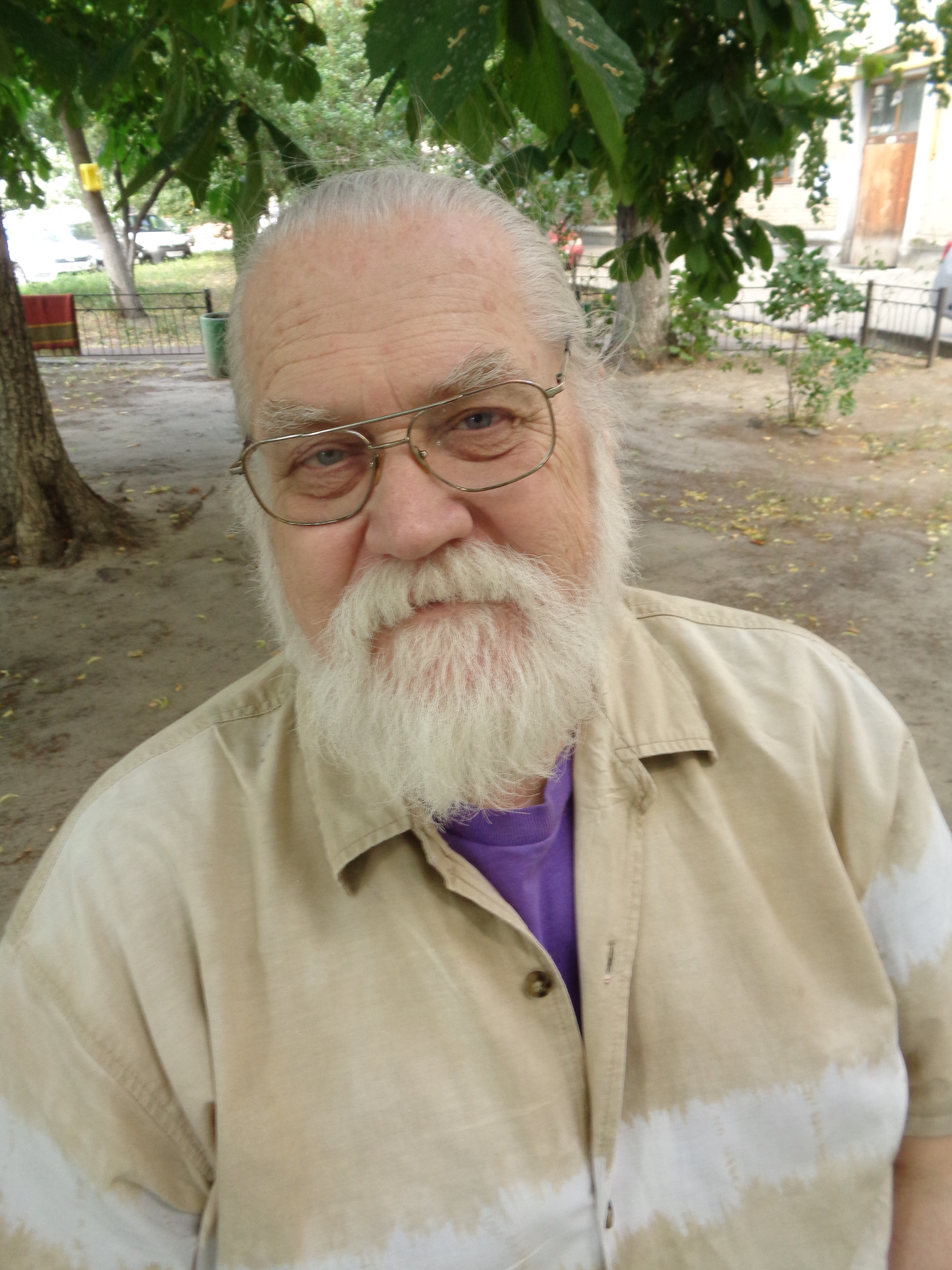
Богдан Жолдак (70)
Марія Ром (72)
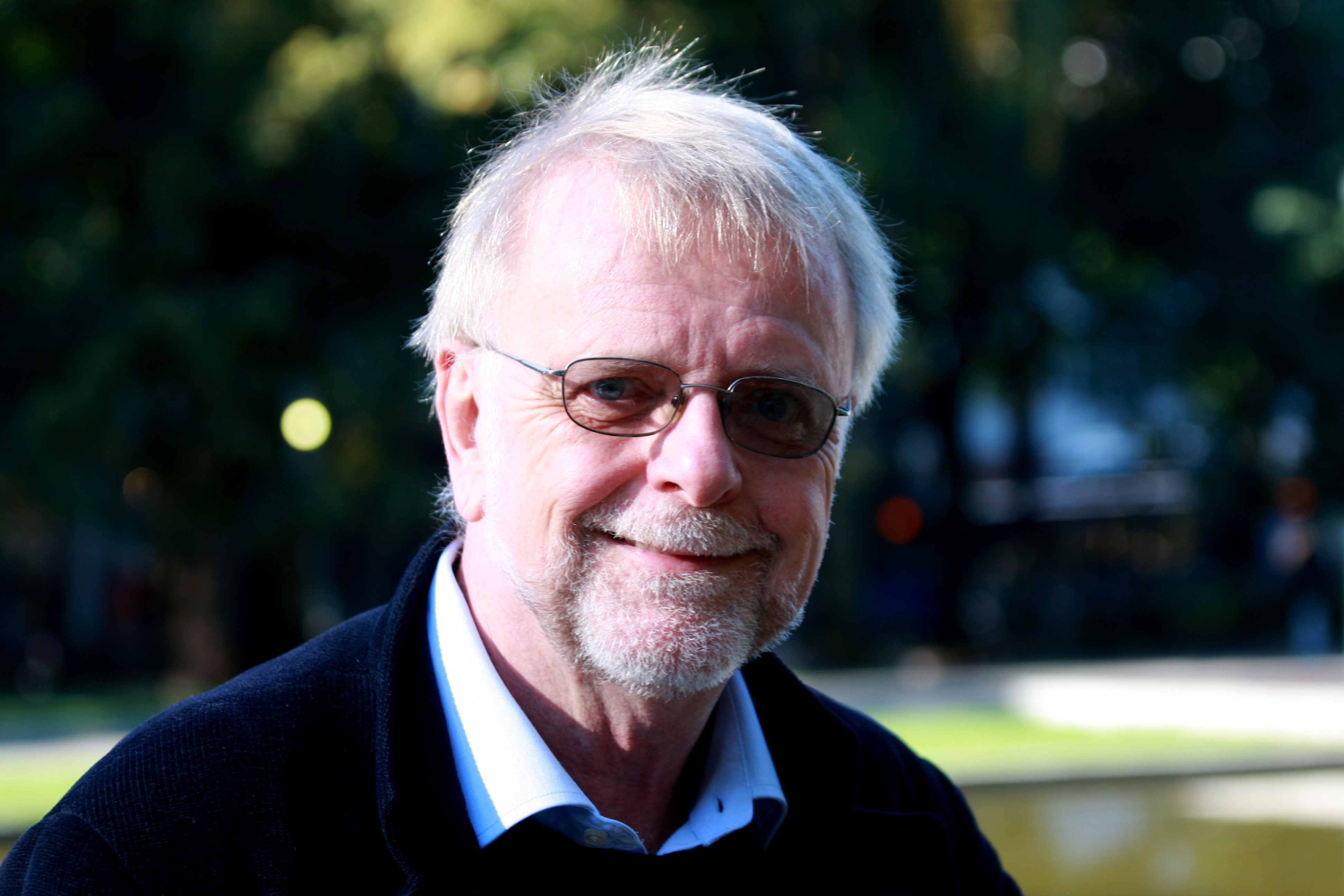
Клаус Гагеруп (72)
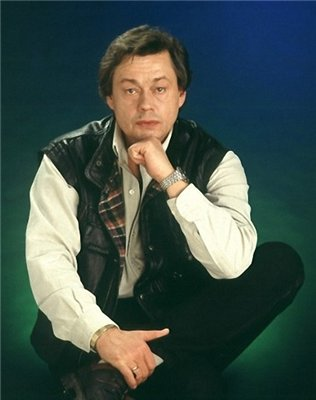
Микола Караченцов (73)
Андрій Подубинський (74)
Леонід Неведомський (78)
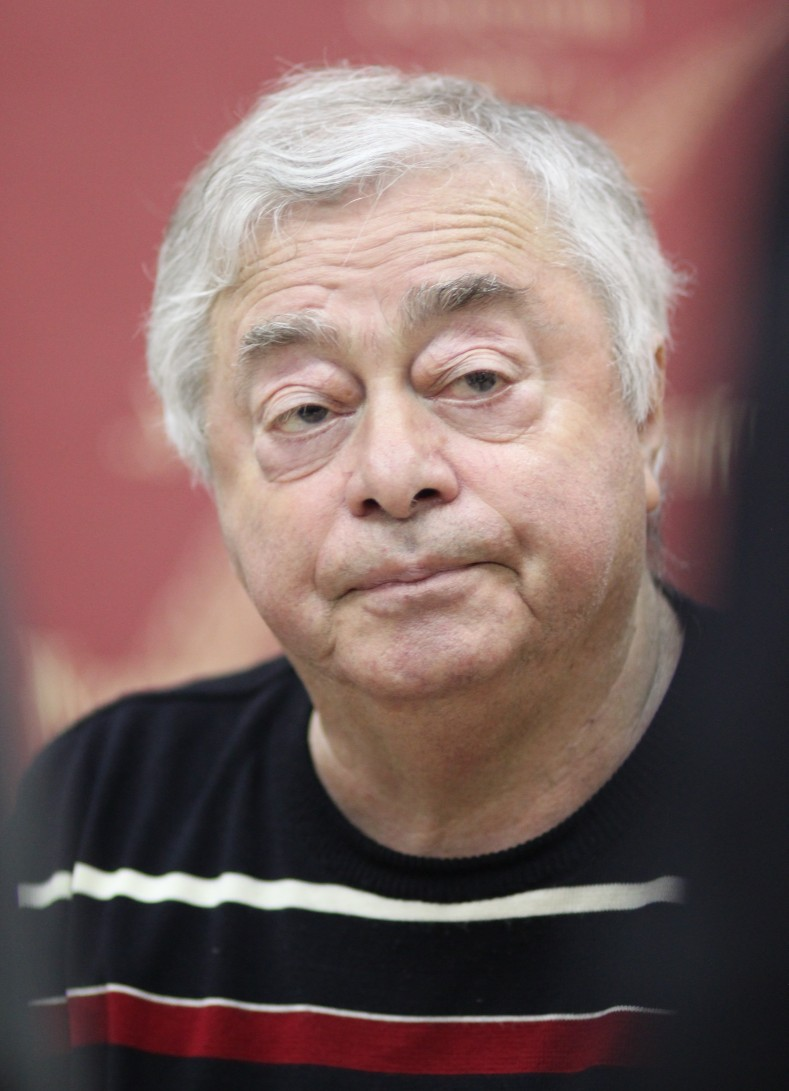
Роман Карцев (79)
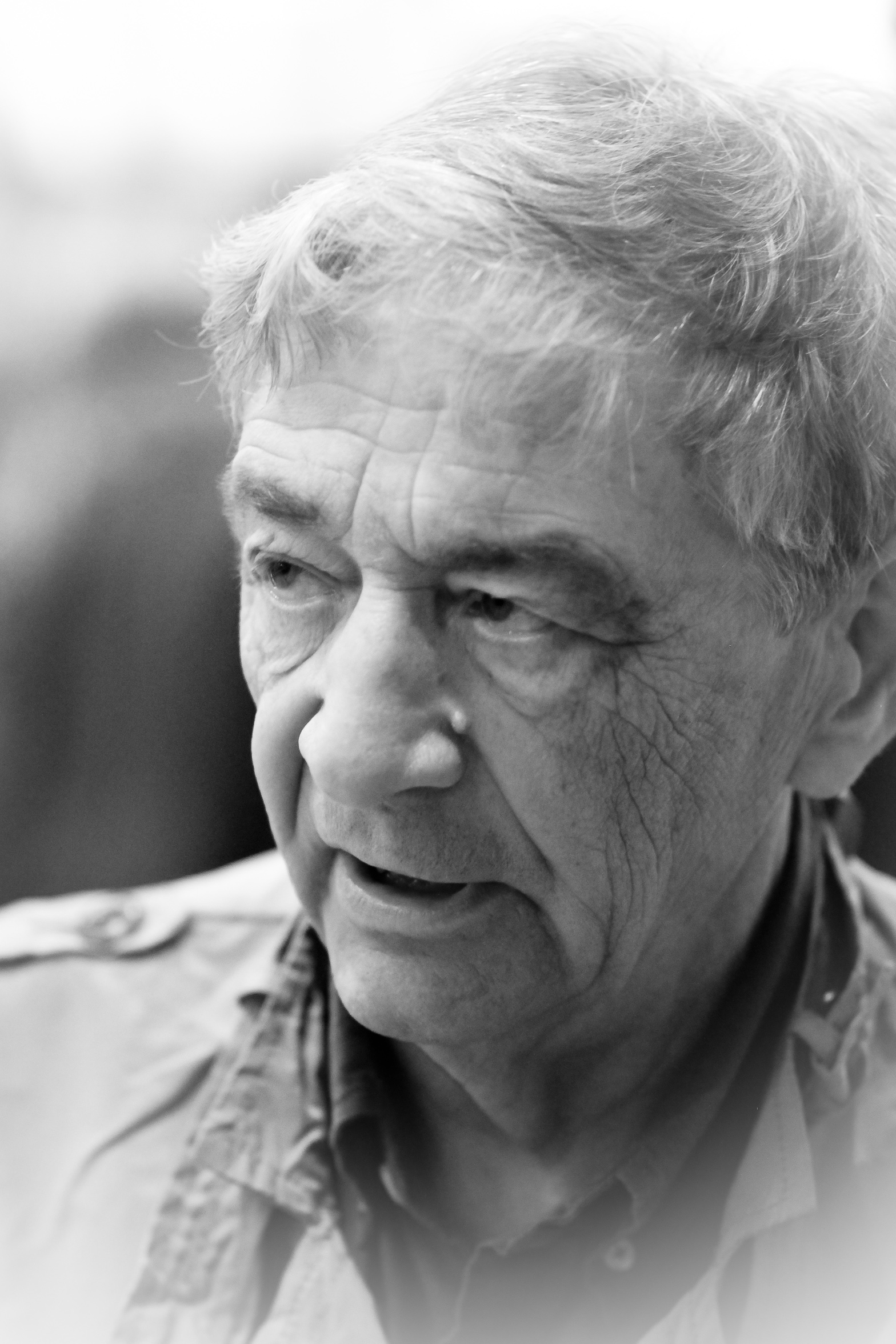
Едуард Успенський (80)
Ед Іванко (80)
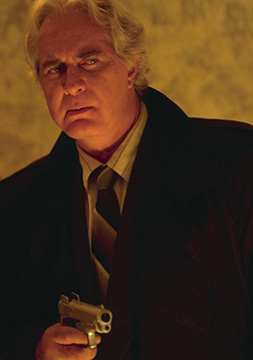
Рохеліо Герра (81)
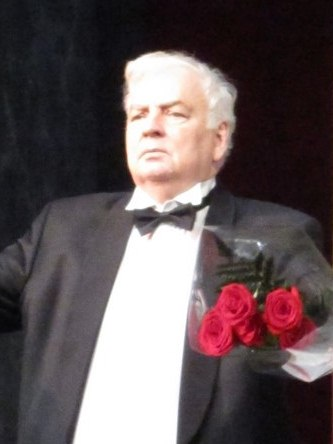
Михайло Державін (81)
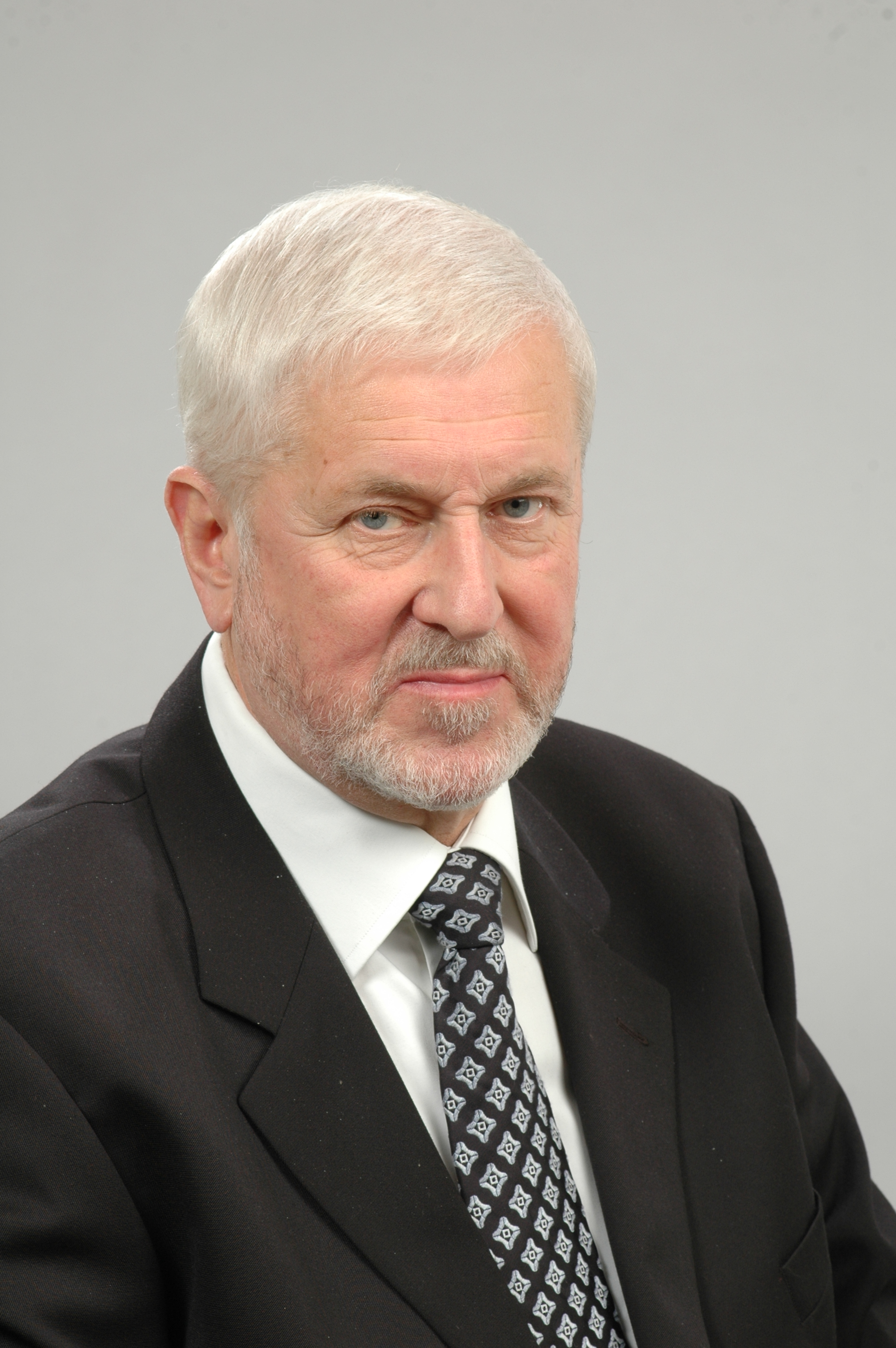
Паулс Путніньш (81)
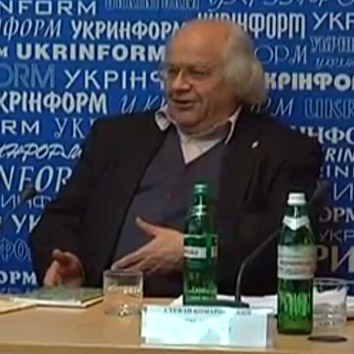
Іван Драч (81)
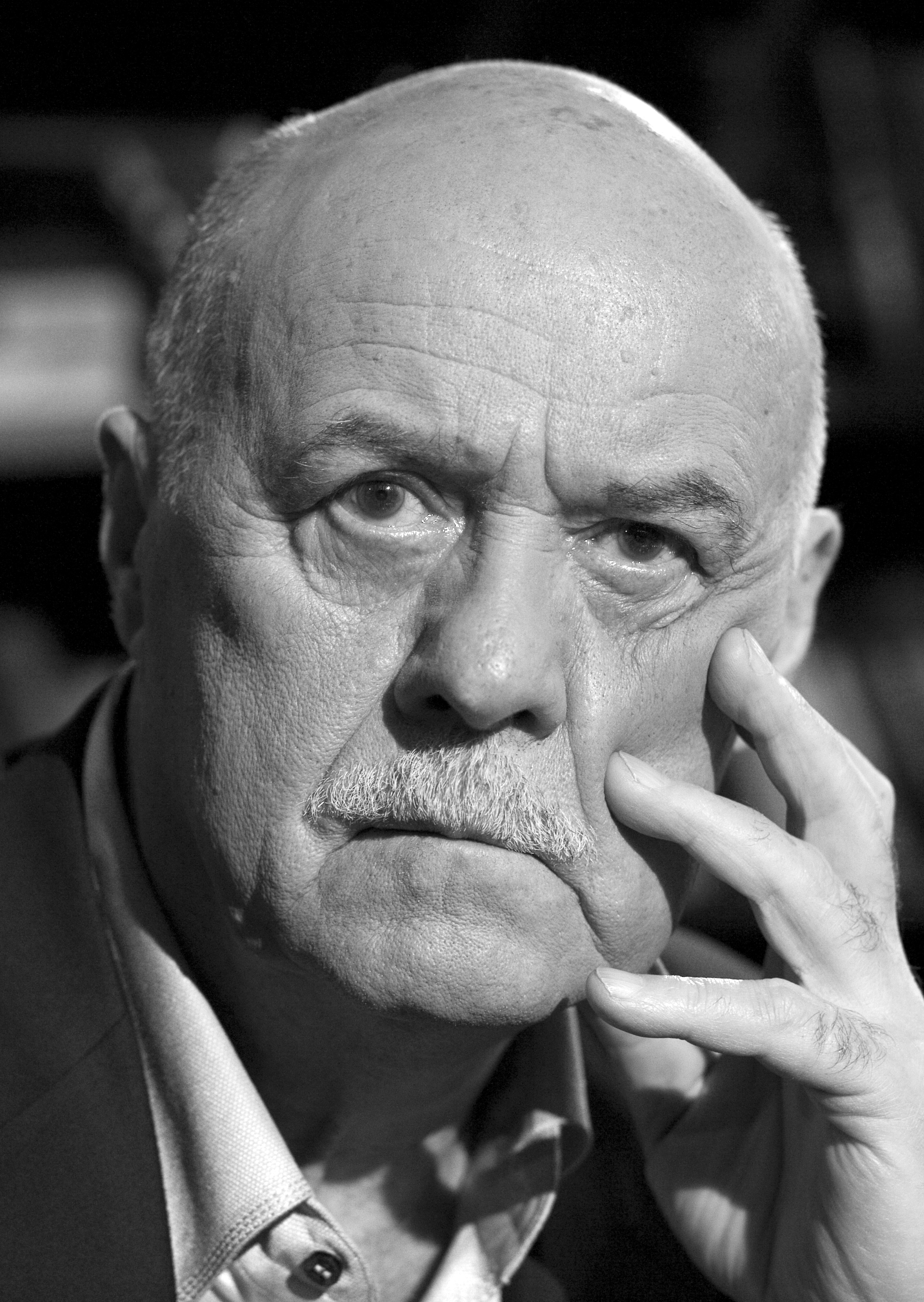
Станіслав Говорухін (82)
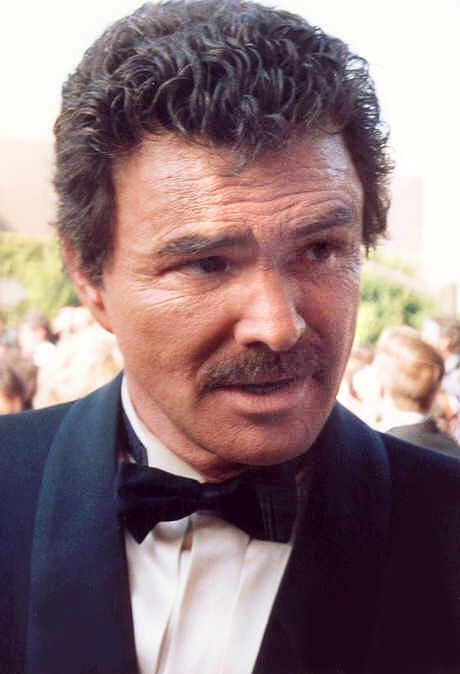
Берт Рейнольдс (82)
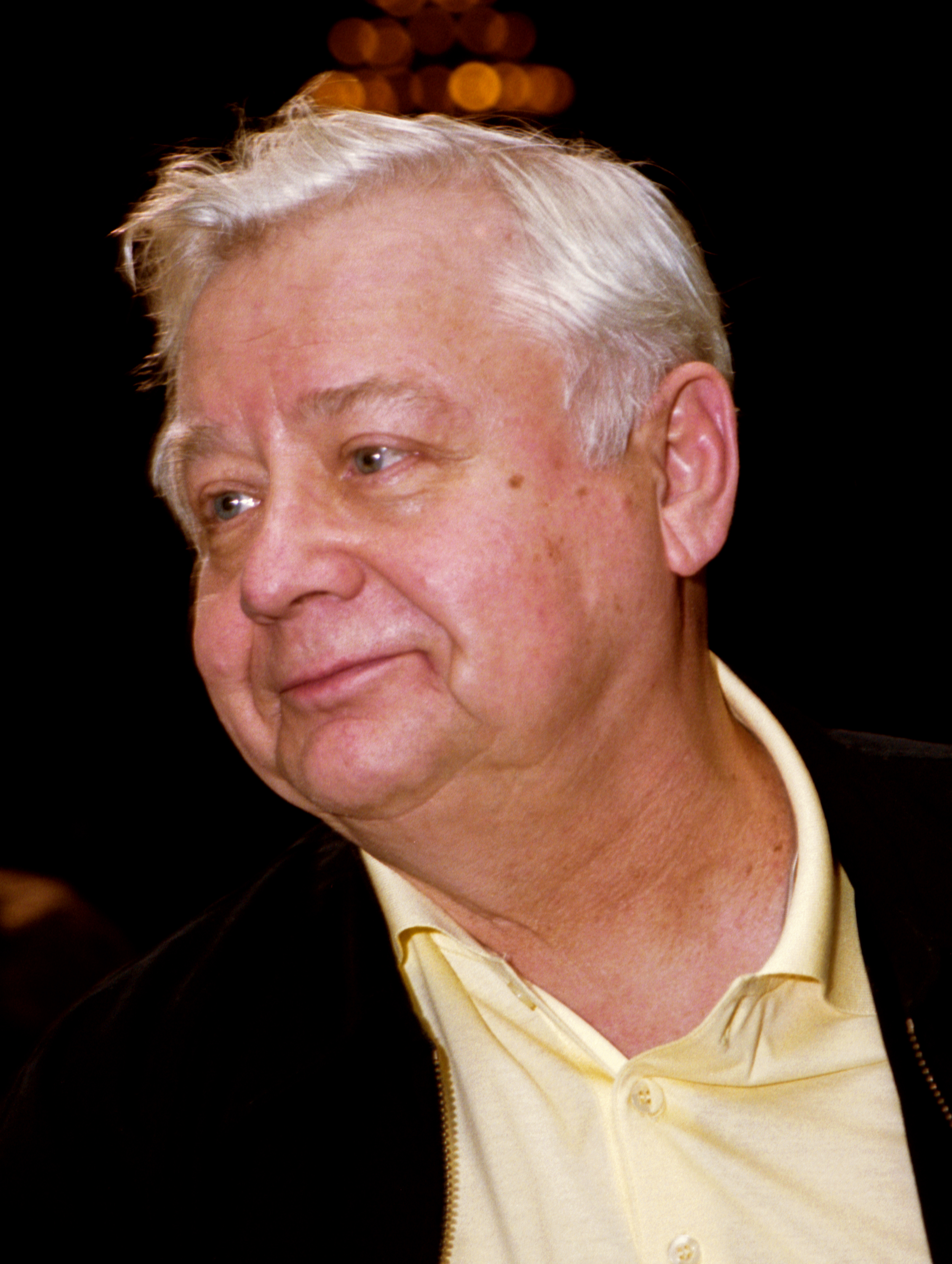
Олег Табаков (82)
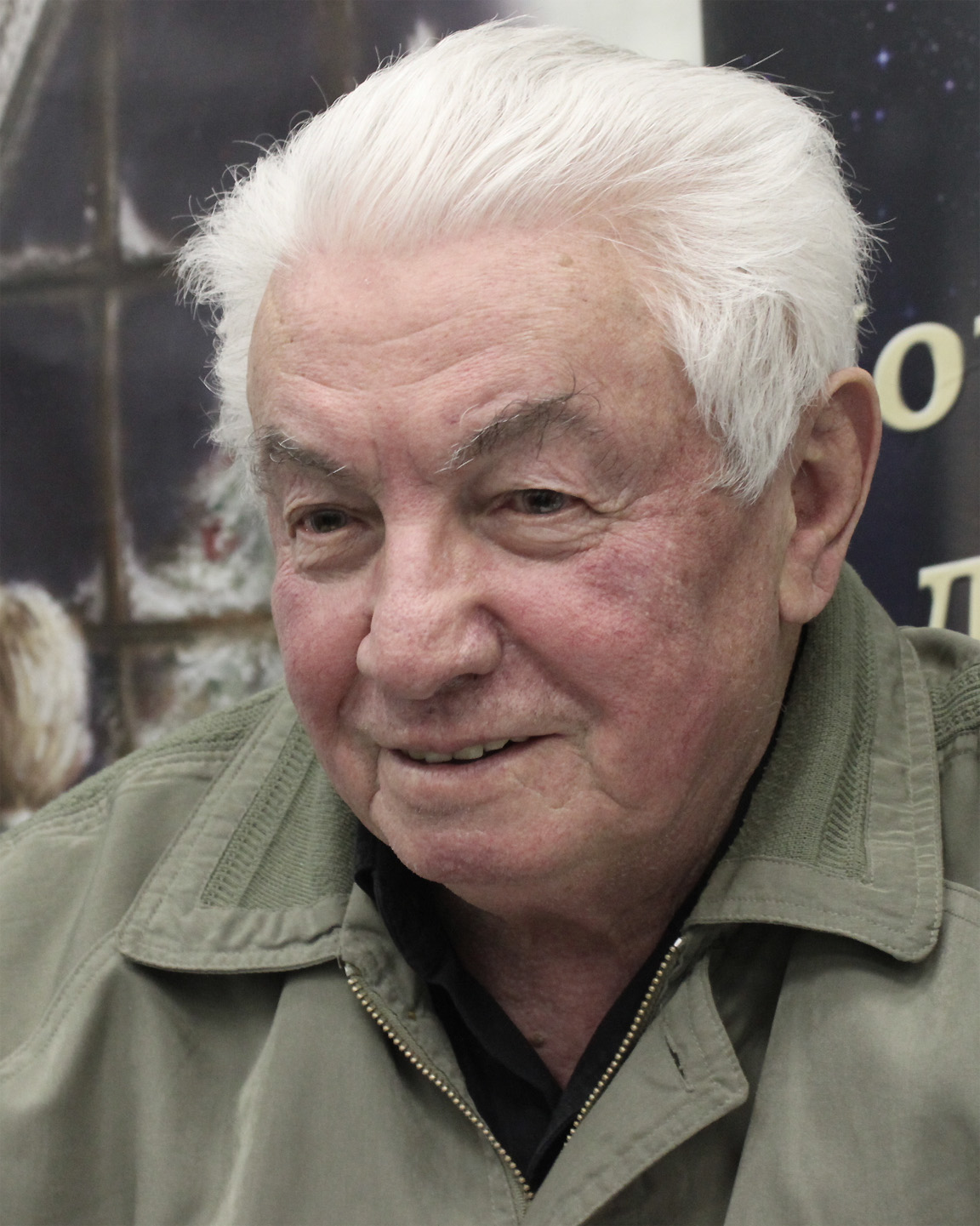
Володимир Войнович (85)
Олег Анофрієв (87)
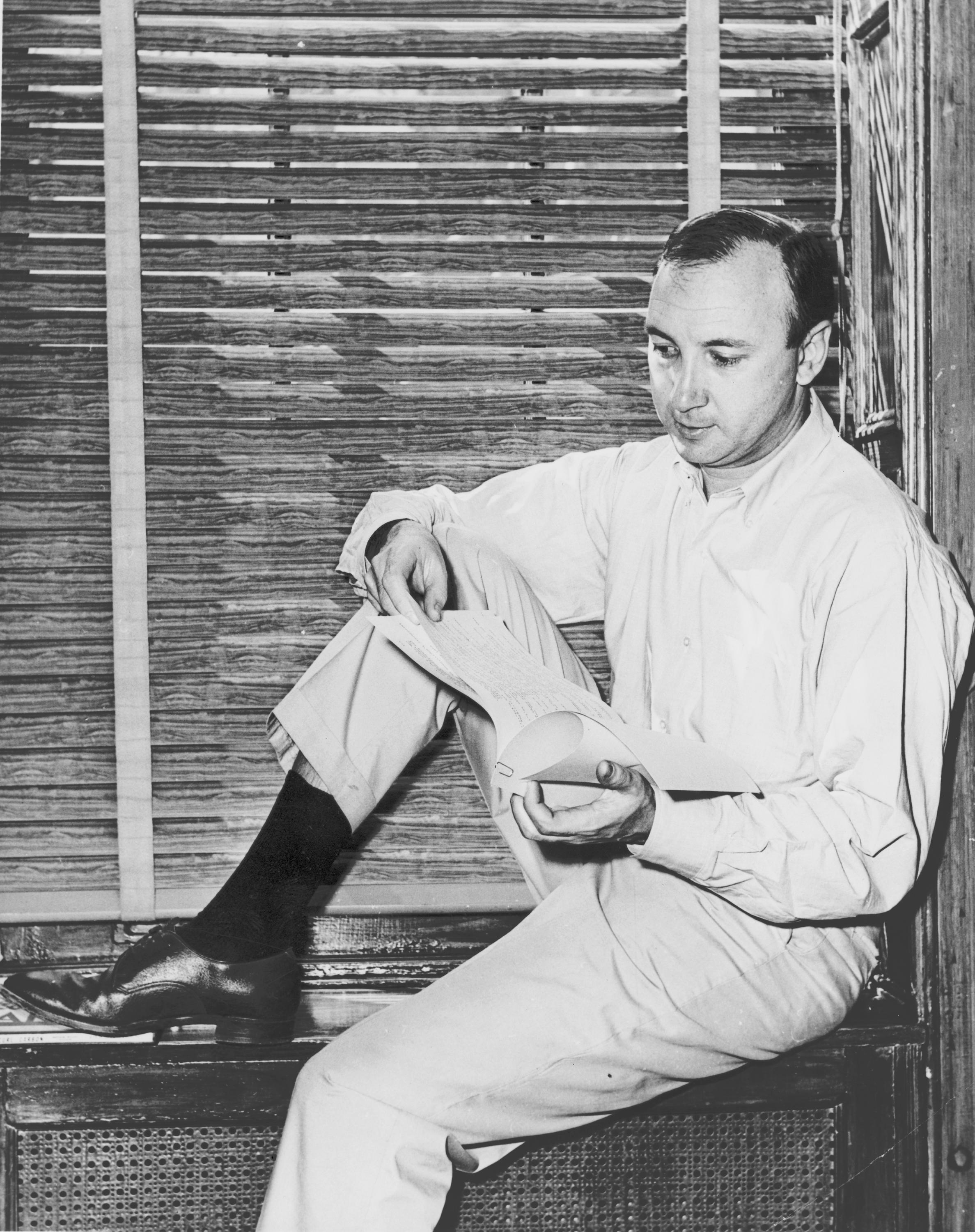
Ніл Саймон (91)
Микола Рушковський (93)
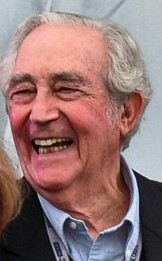
Джеймс Карен (94)

Січень
- 3 січня —
  -  Майя Шахбердиєва (87) — радянська туркменська оперна співачка (колоратурне сопрано), педагог, Народна артистка СРСР.
- 5 січня —
  -  В'ячеслав Панченко (68) — заступник директора Харківського театру ляльок ім. В. Афанасьєва (1986—2018). Заслужений працівник культури України[247].
- 9 січня —
  -  Олександр Ведерников (90) — радянський оперний співак (бас), соліст Большого театру, народний артист СРСР.
- 10 січня —
  -  Михайло Державін (81) — радянський, російський актор театру і кіно.

Лютий
- 15 лютого —
  -  Тамара Ніжнікова (92) — оперна співачка (Національного Великого театру опери та балету Республіки Білорусь), Мінськ), народна артистка СРСР.
- 22 лютого —
  -  Анатолій Решетников (94) — український актор, Народний артист України (1966), лауреат Державної премії України ім. Т. Шевченка (1983).
- 28 лютого —
  -  Рохеліо Герра (81) — мексиканський актор театру і кіно, майстер дубляжу.

Березень
- 10 березня —
  -  Володимир Репенко (82) — український актор, Заслужений артист України, артист Полтавського академічний обласний український музично-драматичний театр ім. М. Гоголя[248].
- 11 березня —
  -  Альба Арнова (87) — італійська актриса, балерина (головна балерина у «Театро Колон» в Буенос-Айресі).
- 12 березня —
  -  Олег Табаков (82) — російський актор, режисер, Народний артист СРСР (1988).
  -  Мирослав Ягода (61) — український художник, поет, сценограф (сценографія вистав закарпатського режисера Атілли Віднянського).
- 13 березня —
  -  Леонід Квініхідзе[ru] (80) — радянський і російський кінорежисер, головний режисер та художній керівник Московського державного театру «Мьюзик-хол», режисером Одеського театру музикальної комедії, а також художнім керівником та головним режисером Кримського українського музичного театру[249].
- 14 березня —
  -  Володимир Ставицький (60) український актор театру, кіно, дубляжу та озвучення.
- 15 березня —
  -  Ольга Кузнецова, акторка Миколаївського академічного українського театру драми і музичної комедії, Заслужена артистка України[250].
- 23 березня —
  -  Андрій Подубинський (74) — український актор театру та кіно, Заслужений артист Української РСР (1978), актор Національного театру російської драми ім. Л. Українки.
- 28 березня —
  -  Олег Анофрієв (87) — російський актор театру і кіно, співак, режисер, автор пісень.
- 31 березня —
  -  В'ячеслав Олексенко (73) — український кінознавець, актор.

Квітень
- 1 квітня —
  -  Михайло Угаров (62) — російський драматург, режисер театру і кіно, сценарист, художній керівник «Театру.DOC» та «Центру драматургії та режисури А. Казанцева і М. Рощина», ідеолог руху «Нова драма»[26][251].
- 7 квітня —
  -  Едуард Колесов (81) — радянський і український художник кіно і театру, графік[252].
- 8 квітня —
  -  Михайло Шух (65) — український композитор, педагог.
- 16 квітня —
  -  Володимир Тикке[ru] (74) — російський актор і режисер, головний режисер петербургського театру «Балтійський дім»[253].
- 21 квітня —
  -  Ніна Дорошина (83) — російська акторка, Народна артистка Росії.
- 25 квітня —
  -  Олег Треповський (52) — український театральний та кіноактор, Народний артист України (2011)[254].
- 27 квітня —
  -  Геннадій Печніков[ru] (91) — радянський та російський актор, театральний режисер, громадський діяч. Народний артист РРФСР. Художній керівник Інституту театрального мистецтва ім. П. Єршова, професор.

Травень
- 4 травня —
  -  Юрій Андреєв (81) — театральний актор, режисер, драматург, Заслужений артист Карельської АРСР (1965), Народний артист Карельської АРСР (1986)
  -  Ольга Зеленська (79) — заслужена артистка України, актриса Чернігівського обласного українського музично-драматичного театру ім. Т. Шевченка).[255].
- 13 травня —
  -  Баадур Цуладзе (83) — грузинський актор і режисер, Заслужений артист Грузії (1979).
- 16 травня —
  -  Олена Греміна[ru] (61) — російський сценарист, режисер і драматург «Нової драми», одна з засновників та директор «Театру.DOC», одна із керівників проєкту «документальний театр»[26][256]
  -  Лучіан Пінтіліе (84) — румунський режисер театру і кіно, письменник, актор.

Червень
- 3 червня —
  -  Леонід Неведомський (78) — російський актор театру та кіно, актор Великого драматичного театру ім. Г. Товстоногова.
- 9 червня —
  -  Ігор Охлупін (79) — російський актор театру і кіно, Народний артист РРФСР (1988)[257].
- 14 червня —
  -  Станіслав Говорухін (82) — радянський та російський режисер, актор, сценарист, публіцист, громадський діяч, політик.
- 16 червня —
  -  Геннадій Рождественський (87) — радянський та російський симфонічний і театральний диригент, піаніст, композитор, Народний артист СРСР.
- 18 червня —
  -  Марія Ром (72) — австрійська актриса.
- 19 червня —
  -  Іван Драч (81) — український поет, перекладач, кіносценарист, драматург, державний і громадський діяч[258].
- 22 червня —
  -  Наум Коржавін (92) — російський поет, драматург і перекладач[259].
- 25 червня —
  -  Василь Довгий (76) — український журналіст, драматург, Заслужений журналіст України[260].

Липень
- 16 липня —
  -  Михайло Сусліков (96) — український хореограф, Народний артист України[261].
- 27 липня —
  -  Володимир Войнович (85) — російський поет, письменник і драматург, дисидент.
- 28 липня —
  -  Борис Харитонов (83) — радянський та український актор, Заслужений артист України (1998).

Серпень
- 5 серпня —
  -  Пйотр Шулькін (68) — польський актор, режисер кіно і театру, письменник і сценарист, педагог.
- 6 серпня —
  -  Ігор Славинський (65) — провідний актор та режисер-постановник Київського академічного драматичного театру на Подолі, Народний артист України[262].
- 9 серпня —
  -  Дмитро Бруснікін (60) — російський актор та режисер театру і кіно, художній керівник експериментального театрального центру нової драми «Практика» (Москва)[263];
  -  Тамара Дегтярьова[ru] (74) — радянська та російська актриса театру і кіно, народна артистка Росії (2005)[264].
- 12 серпня —
  -  Геннадій Касьянов (65) — директор-художній керівник Молодіжного театру Чернігова, Заслужений діяч мистецтв України (2002)[265].
  -  Анатолій Узденський[ru] (66) — російський актор театру і кіно. Народний артист Росії (1999).
- 14 серпня —
  -  Едуард Успенський (80) — російський письменник, сценарист, драматург[266].
- 26 серпня —
  -  Ніл Саймон (91) — американський драматург і сценарист, один з найкращих письменників комедійного жанру в історії Американської літератури, та одним з найуспішніших в історії Бродвею. Автор більш ніж тридцяти п'єс[267].

Вересень
- 6 вересня —
  -  Берт Рейнольдс (82) — американський актор, один з найбільш успішних і високооплачуваних акторів Голлівуду наприкінці 1970-х років. На початку своєї кар'єри грав в масовці маленької театральної трупи, а з 1978 року володів та керував театром в Джупитер, Флорида, був режисером, актором[268].
- 14 вересня —
  -  Олександр Король (76) — український театральний режисер, режисер Запорізького академічного обласного українського музично-драматичного театру імені Володимира Магара[269].

Жовтень
- 2 жовтня —
  -  Василь Будянський (76) — український драматург, поет, театральний актор;
  -  Роман Карцев (79) — радянський актор естради, театру і кіно, Народний артист Росії (1999)[270].
- 5 жовтня —
  -  Ніла Крюкова (74) — українська акторка, Народна артистка України (1985). Лауреат Державної премії України ім. Т. Шевченка (1989)[271].
- 12 жовтня —
  -  Маргарита Юр'єва[ru] (93) — радянська та російська актриса. Народна артистка РРФСР (1969).
- 23 жовтня —
  -  Джеймс Карен (94) — американський характерний актор телебачення та кіно, театру на Бродвеї[272].
- 26 жовтня —
  -  Микола Караченцов (73) — російський актор, Народний артист Росіської РСФР, актор театру «Ленком»[273].
- 31 жовтня —
  -  Богдан Жолдак (70) — український письменник, сценарист, драматург[274];
  -  Едуард Митницький (87) — український театральний режисер, педагог, засновник та художній керівник Київського театру драми і комедії на лівому березі Дніпра[275][276].

Листопад
- 9 листопада —
  -  Владислав Ахроменко (53) — білоруський прозаїк, кіносценарист, драматург.
- 10 листопада —
  -  Юлія Волчкова (44) — українська акторка театру та кіно, актриса Київського театру драми і комедії на лівому березі Дніпра[277].
- 14 листопада —
  -  Сергій Юртайкін (91) — радянський та російський актор театру та кіно[278].
- 18 листопада —
  -  Ед Іванко (80) — канадський актор і співак, що став українським греко-католицьким священиком[279].
- 20 листопада —
  -  Еймунтас Някрошюс (65) — литовський театральний режисер[280].
- 23 листопада —
  -  Інна Вишневська[ru] (93) — російський театральний та літературний критик, письменниця, педагог, літературознавець[281].

Грудень
- 1 грудня —
  -  Паулс Путніньш (81) — латвійський драматург, публіцист, громадський і державний діяч.
- 5 грудня —
  -  Микола Рушковський (93) — український актор театру і кіно, театральний педагог. Народний артист УРСР (1969)[282].
- 6 грудня —
  -  Галина Анісімова[ru] (89) — радянська та російська актриса театру і кіно, народна артистка РРФСР (1980);
  -  Любиша Георгиєвський (81) — македонський театральний режисер, письменник, політик, дипломат.
- 8 грудня —
  -  Тарас Мельничук (27) — український актор театру і кіно, актор Київського академічного театру юного глядача на Липках (2013—2018)[283].
- 18 грудня —
  -  Исо Абдурашидов (71) — радянський і таджикський актор театру і кіно, директор і головний режисер Таджицького академічного театру ім. Абулкасима Лахуті[284].
- 18 грудня —
  -  Петро Ластівка (96) — український радянський актор театру і кіно, актор Тернопільського музично-драматичного театру;
  -  Мартьянов Олег Сергійович (66) — радянський і російський актор театру і кіно, актор Малого театру[285];
  -  Валерій Тітенко[ru] (67) — радянський і російський актор, артист Музичний театр Кузбаса[ru][286].
- 19 грудня —
  -  Володимир Утікалко (59) — завідувач постановчою частиною Київського національного академічного театру оперети.
- 20 грудня —
  -  Клаус Гагеруп (72) — норвезький письменник, актор, режисер[287].
- 21 грудня —
  -  Дмитро Калінін[ru] (52) — російський театральний режисср, драматург і актор, засновник і художній керівник «Нового Арт Театру» (з 1999 року)[288];
  -  Мирослав Міндов (94) — болгарський театральний актор і режисер[289];
  -  Алла Соколова[ru] (74) — радянська і російський актриса, драматург і сценарист[290].
- 23 грудня —
  -  Галина Тихонова (31) — російська актриса театру і кіно[291].
- 31 грудня —
  -  Людмила Монастирська — радянська і російська актриса, актриса Шахтинського драматичного театру[292].

## Театральна література
- Ганна Веселовська. Театр Миколи Садовського (1907-1920): монографія. — Київ : Темпора, 2018. — 412 с. — ISBN 978-617-569-354-4.[293]
- Олексій Кужельний. Самосвітне сузір'я. — Київ : Саміт-книга, 2018. — 496 с. — 500 прим. — ISBN 978-617-7672-08-0.[294]
- Василь Неволов. Творчі мандри. Перезавантаження: Життєві нотатки подорожнього. — Київ : «Знання України», 2018. — 167 с. — 1000 прим. — ISBN 978-966-316-433-5.
- Мирослав Петій, Ніна Малишка. Книга-альбом «Лялькове Закарпаття. Інтерлялька» у фестивальному русі європейського театрального простору. — Ужгород : ТОВ «РІК-У», 2018. — ISBN 978-617-7692-26-2.[295]
- Лєшек Колянкевич. Дзяди. Театр свята померлих = Dziady: Teatr swieta zmarlych (1999). — Київ : «Дух і Літера», 2018. — 456 с. — ISBN 978-966-378-647-6.